# Österreichischer Fußball-Cup 2011/12

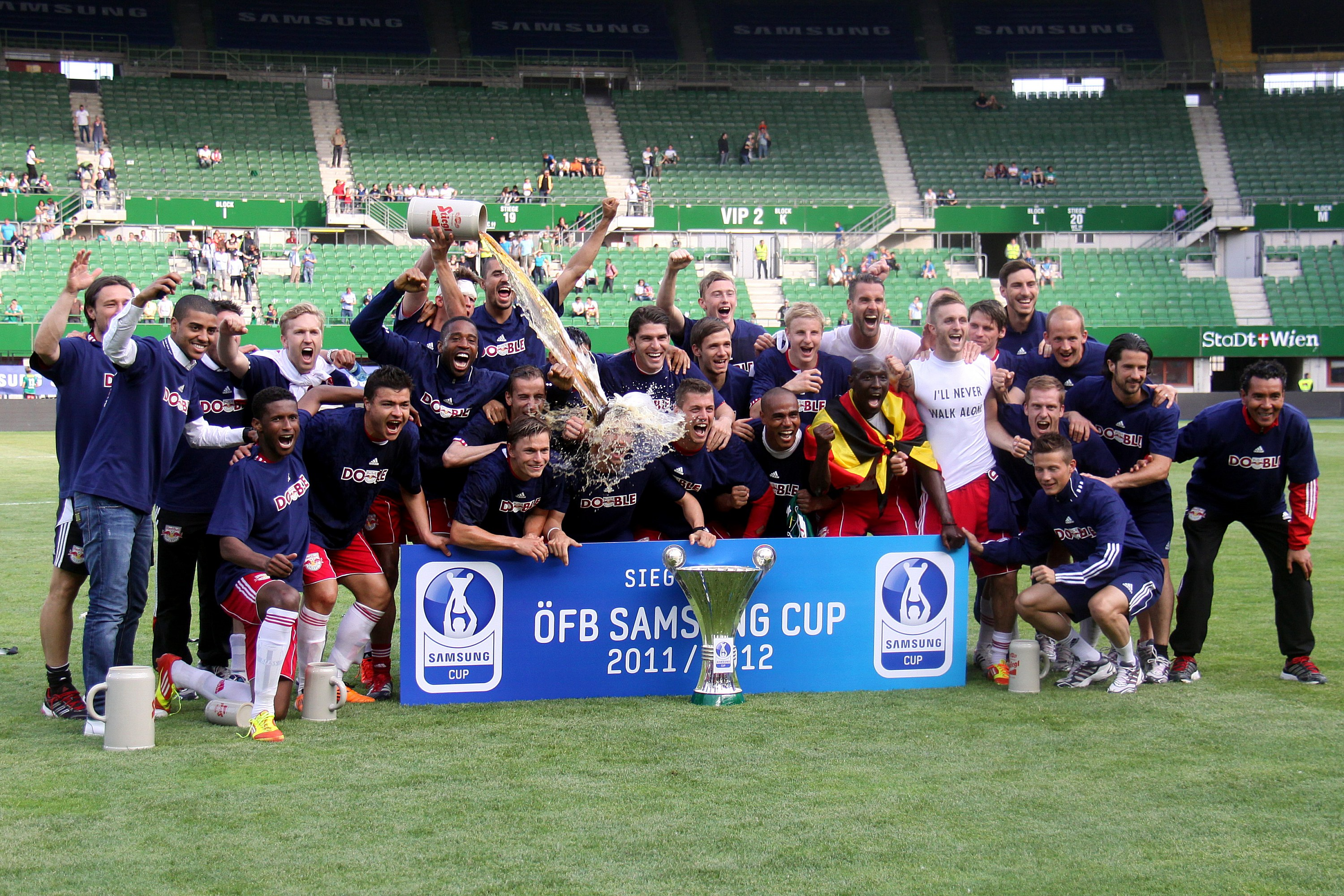
Die Cupsieger 2011/12 FC Red Bull Salzburg.

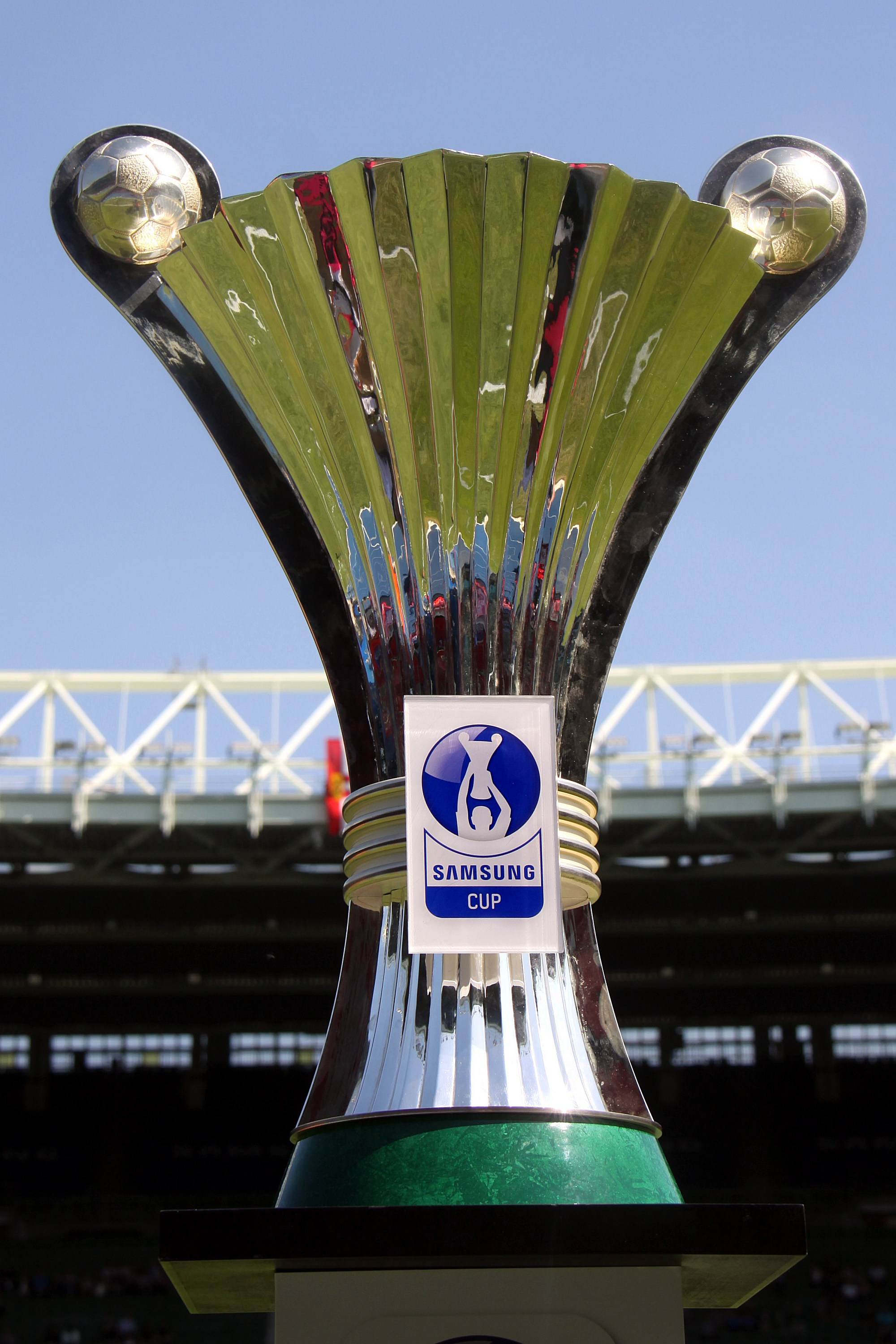
Trophäe des ÖFB-Cups seit 2004.

Der Cup des Österreichischen Fußball-Bundes wird in der Saison 2011/12 zum 77. Mal ausgespielt. Die offizielle Bezeichnung des Wettbewerbs lautet zum zweiten Mal in Folge „ÖFB Samsung-Cup“. Der Sieger ist berechtigt, an der dritten Qualifikationsrunde zur UEFA Europa League 2012/13 teilzunehmen.
Titelverteidiger ist die SV Ried, die sich 2012 im Finale dem FC Red Bull Salzburg mit 3:0 geschlagen geben mussten. Die Salzburger konnten somit sowohl zum ersten Mal den ÖFB-Pokal als auch zum ersten Mal das Double gewinnen. Alle Endspiele im ÖFB-Cup sind in der Liste der ÖFB-Cupendspiele zu finden.
Die Spiele des ÖFB-Cups sind nicht nur eine Frage des Prestiges, sondern auch ein Kampf um Preisgelder. So erhalten die Teilnehmer der zweiten Runde 4.000 Euro Antrittsgeld. Im Achtelfinale erhalten diese 8.000 Euro, im Viertelfinale 25.000 Euro und im Halbfinale 40.000 Euro. Die beiden Endspielteilnehmer werden mit 120.000 Euro belohnt. Dazu kommen die Werbe- und die geteilten Zuschauereinnahmen; ausgenommen in der ersten Runde, in der alle Zuschauereinnahmen dem Heimverein verbleiben.

## Vorrunde
Folgende 66 Mannschaften spielten in der Vorrunde um den Aufstieg in die erste Hauptrunde (nach dem Namen ist die Ligazugehörigkeit angegeben).
| Region Ost | Region Ost | Region Ost |
| Wiener Fußball-Verband (8) | Niederösterreichischer Fußballverband (11) | Burgenländischer Fußballverband (7) |
| --- | --- | --- |
| - FAC Team Für Wien (RL) - SV Schwechat (RL) - 1. Simmeringer SC (RL) - FK Austria Wien II (RL) - SK Rapid Wien II (RL) - Wiener Sportklub (RL) - Admira Technopool (LL) - Post SV Wien (LL)                                           | - FC Admira Wacker Mödling II (RL) - SKU Amstetten (RL) - SV Horn (RL) - 1. SC Sollenau (RL) - ASK Bad Vöslau (LL) - ASC Götzendorf (LL) - FC Mistelbach (LL) - SC Retz (LL) - ASK Schwadorf (LL) - SKN St. Pölten II - SC Zwettl (LL)     | - SC Neusiedl am See (RL) - SC Ritzing (RL) - SV Stegersbach (RL) - ASK Baumgarten (LL) - ASKÖ Klingenbach (LL) - ASK Kohfidisch (LL) - ASKÖ Stinatz (LL) |
| Region Mitte | | |
| Oberösterreichischer Fußballverband (10) | Steirischer Fußballverband (10) | Kärntner Fußballverband (6) |
| - LASK Linz II (RL) - FC Pasching (RL) - SK Vorwärts Steyr (RL) - Union St. Florian (RL) - Union Vöcklamarkt (RL) - FC Wels (RL) - SV Bad Schallerbach (LL) - ASKÖ Donau Linz (LL) - SG SV Neuhofen/SV Ried II (LL) - SV Sierning (LL) | - USV Allerheiligen (RL) - Gleinstätten (RL) - FC Gratkorn (RL) - Grazer AK (RL) - SK Sturm Graz II (RL) - SG Aust. Kapfenberg/Kapfenberger SV II (RL) - DSV Leoben (RL) - SV Frohnleiten (LL) - FC Gleisdorf 09 (LL) - ASK Voitsberg (LL) | - SAK Klagenfurt (RL) - SK Austria Klagenfurt (RL) - SVG Bleiburg (LL) - SG Drautal (LL) - SK Treibach (LL) - ATSV Wolfsberg (LL)                         |
| Region West | | |
| Salzburger Fußballverband (5) | Tiroler Fußballverband (6) | Vorarlberger Fußballverband (3) |
| - USK Anif (RL) - TSV Neumarkt (RL) - SV Austria Salzburg (RL) - TSV St. Johann (RL) - SV Grödig II (LL) | - SV Hall (RL) - FC Union Innsbruck (RL) - FC Wacker Innsbruck II (RL) - FC Kufstein (RL) - SC Kundl (LL) - SVG Reichenau (LL) | - SCR Altach II (RL) - SC Bregenz (RL) - FC Hard (RL) |
| Legende: RL = Regionalliga (dritte Leistungsstufe) / LL = Landesliga (vierte Leistungsstufe) | | |

### Ergebnisse der Vorrunde
Die 33 Spielpaarungen wurden, um weite Fahrtstrecken zu vermeiden, regional gelost. Sie brachten 4 Duelle von Mannschaften aus den Landesligen, 17 Vergleiche zwischen Mannschaften aus den Landesligen mit jenen aus Regionalligen sowie 9 Vergleiche zwischen Mannschaften aus den Regionalligen. In den Spielen zwischen Landesliga- und Regionalligamannschaften setzten sich 6 Teams aus der niedrigeren Liga durch. Insgesamt qualifizierten sich damit 11 Landesligamannschaften und 22 Regionalligateams für die erste Hauptrunde des ÖFB-Cups.
| Datum      |                                             | Ergebnis                         |                                  |
| ---------- | ------------------------------------------- | -------------------------------- | -------------------------------- |
| 15.07.2011 | SG Aust. Kapfenberg/Kapfenberger SV II (RL) | 2:0 (1:0)                        | ASK Voitsberg (LL)               |
| 18.07.2011 | ATSV Wolfsberg (LL)                         | 1:0 (1:0)                        | SVG Bleiburg (LL)                |
| 22.07.2011 | 1. SC Sollenau (RL)                         | 3:1 (1:1)                        | FC Mistelbach (LL)               |
| 22.07.2011 | ASK Baumgarten (LL)                         | 3:2 (1:1)                        | ASKÖ Klingenbach (LL)            |
| 22.07.2011 | ASKÖ Donau Linz (LL)                        | 2:1 (0:0)                        | SV Bad Schallerbach (LL)         |
| 22.07.2011 | FAC Team Für Wien (RL)                      | 1:2 (0:1)                        | Post SV Wien (LL)                |
| 22.07.2011 | FC Gratkorn (RL)                            | 4:2 (2:0)                        | Grazer AK (RL)                   |
| 22.07.2011 | FK Austria Wien II (RL)                     | 4:0 (2:0)                        | 1. Simmeringer SC (RL)           |
| 22.07.2011 | ASC Götzendorf (LL)                         | 4:1 (1:1)                        | SC Neusiedl am See (RL)          |
| 22.07.2011 | SC Zwettl (LL)                              | 0:4 (0:1)                        | FC Admira Wacker Mödling II (RL) |
| 22.07.2011 | SK Sturm Graz II (RL)                       | 5:1 (5:1)                        | SV Frohnleiten (LL)              |
| 22.07.2011 | SK Vorwärts Steyr (RL)                      | 2:1 (0:0)                        | SV Sierning (LL)                 |
| 22.07.2011 | SKU Amstetten (RL)                          | 2:0 (0:0)                        | SV Horn (RL)                     |
| 22.07.2011 | SV Hall (RL)                                | 0:2 (0:1)                        | SC Kundl (LL)                    |
| 22.07.2011 | SV Schwechat (RL)                           | 0:1 (0:1)                        | SK Rapid Wien II (RL)            |
| 22.07.2011 | SV Stegersbach (RL)                         | 4:2 (4:0)                        | ASK Kohfidisch (LL)              |
| 22.07.2011 | TSV St. Johann (RL)                         | 1:2 0:2)                         | TSV Neumarkt (RL)                |
| 22.07.2011 | Union Vöcklamarkt (RL)                      | 4:0 (2:0)                        | SG SV Neuhofen/SV Ried II (LL)   |
| 22.07.2011 | USV Allerheiligen (RL)                      | 2:0 (1:0)                        | SVU Gleinstätten (RL)            |
| 23.07.2011 | ASK Vöslau (LL)                             | 3:0 (0:0)                        | SKN St. Pölten II (LL)           |
| 23.07.2011 | ASKÖ Stinatz (LL)                           | 2:2 n. V. (2:2, 2:2) (5:3 i. E.) | SC Ritzing (RL)                  |
| 23.07.2011 | FC Hard (RL)                                | 2:3 (1:1)                        | SC Bregenz (RL)                  |
| 23.07.2011 | FC Gleisdorf 09 (LL)                        | 1:3 (1:1)                        | DSV Leoben (RL)                  |
| 23.07.2011 | ISS Admira Technopool (LL)                  | 1:4 (0:1)                        | Wiener Sportklub (RL)            |
| 23.07.2011 | SC Retz (LL)                                | 3:1 (1:0)                        | ASK Schwadorf (LL)               |
| 23.07.2011 | SAK Klagenfurt (RL)                         | 3:0 (2:0)                        | SK Treibach (LL)                 |
| 23.07.2011 | SG Drautal (LL)                             | 3:6 (1:3)                        | SK Austria Klagenfurt (RL)       |
| 23.07.2011 | SV Austria Salzburg (RL)                    | 2:0 (0:0)                        | USK Anif (RL)                    |
| 23.07.2011 | SV Grödig II (LL)                           | 2:1 (0:0)                        | FC Kufstein (RL)                 |
| 23.07.2011 | SVG Reichenau (LL)                          | 5:1 (3:1)                        | FC Wacker Innsbruck II (RL)      |
| 23.07.2011 | FC Union Innsbruck (RL)                     | 4:1 (1:1)                        | SCR Altach II (RL)               |
| 24.07.2011 | Union St. Florian (RL)                      | 2:0 n. V.                        | FC Wels (RL)                     |
| 23.07.2011 | LASK Linz II (RL)                           | 1:1 n. V. (1:1, 0:0) (5:4 i. E.) | FC Pasching (RL)                 |

| RL = Regionalliga (3. Leistungsstufe) – LL = Landesliga (4. Leistungsstufe) n. V. = nach Verlängerung – i. E. = Ergebnis im Elfmeterschießen |

## 1. Runde
| gesetzte Mannschaften: | gesetzte Mannschaften: | gesetzte Mannschaften: |
| Bundesliga: | Erste Liga: | Landes-Cup-Sieger: |
| --- | --- | --- |
| - FC Red Bull Salzburg - FK Austria Wien - SK Rapid Wien - SK Sturm Graz - SC Wiener Neustadt - SV Mattersburg - SV Ried - Kapfenberger SV - FC Wacker Innsbruck - FC Admira Wacker Mödling                            | - LASK Linz - SCR Altach - SKN St. Pölten - SC Austria Lustenau - FC Lustenau 07 - TSV Hartberg - First Vienna FC 1894 - SV Grödig - Wolfsberger AC/SK St. Andrä - FC Blau-Weiß Linz                                      | - SV St. Margarethen (B) - Villacher SV (K) - SC Brunn am Gebirge (NÖ) - SV Grieskirchen (OÖ) - Red Bull Juniors (S) - SC Weiz (ST) - SC Schwaz (T) - FC Dornbirn (V) - FC Hellas Kagran (W) |
| Relegationsverlierer: | | |
| - SC-ESV Parndorf 1919 - WSG Wattens | | |
| Sieger der Vorrunde: | | |
| Regionalliga: | Regionalliga: | Landesliga: |
| - FC Admira Wacker Mödling II - USV Allerheiligen - SKU Amstetten - SC Bregenz - FC Gratkorn - SK Sturm Graz II - FC Union Innsbruck - SG Aust. Kapfenberg/Kapfenberger SV II - SK Austria Klagenfurt - SAK Klagenfurt | - LASK Linz II - DSV Leoben - TSV Neumarkt - SV Austria Salzburg - 1. SC Sollenau - SV Stegersbach - SK Vorwärts Steyr - Union St. Florian - Union Vöcklamarkt - Wiener Sportklub - FK Austria Wien II - SK Rapid Wien II | - ASKÖ Stinatz - ASK Baumgarten - ATSV Wolfsberg - ASK Bad Vöslau - SC Retz - ASC Götzendorf - ASKÖ Donau Linz - SV Grödig II - SVG Reichenau - SC Kundl - Post SV Wien                      |

### Spiele der 1. Runde

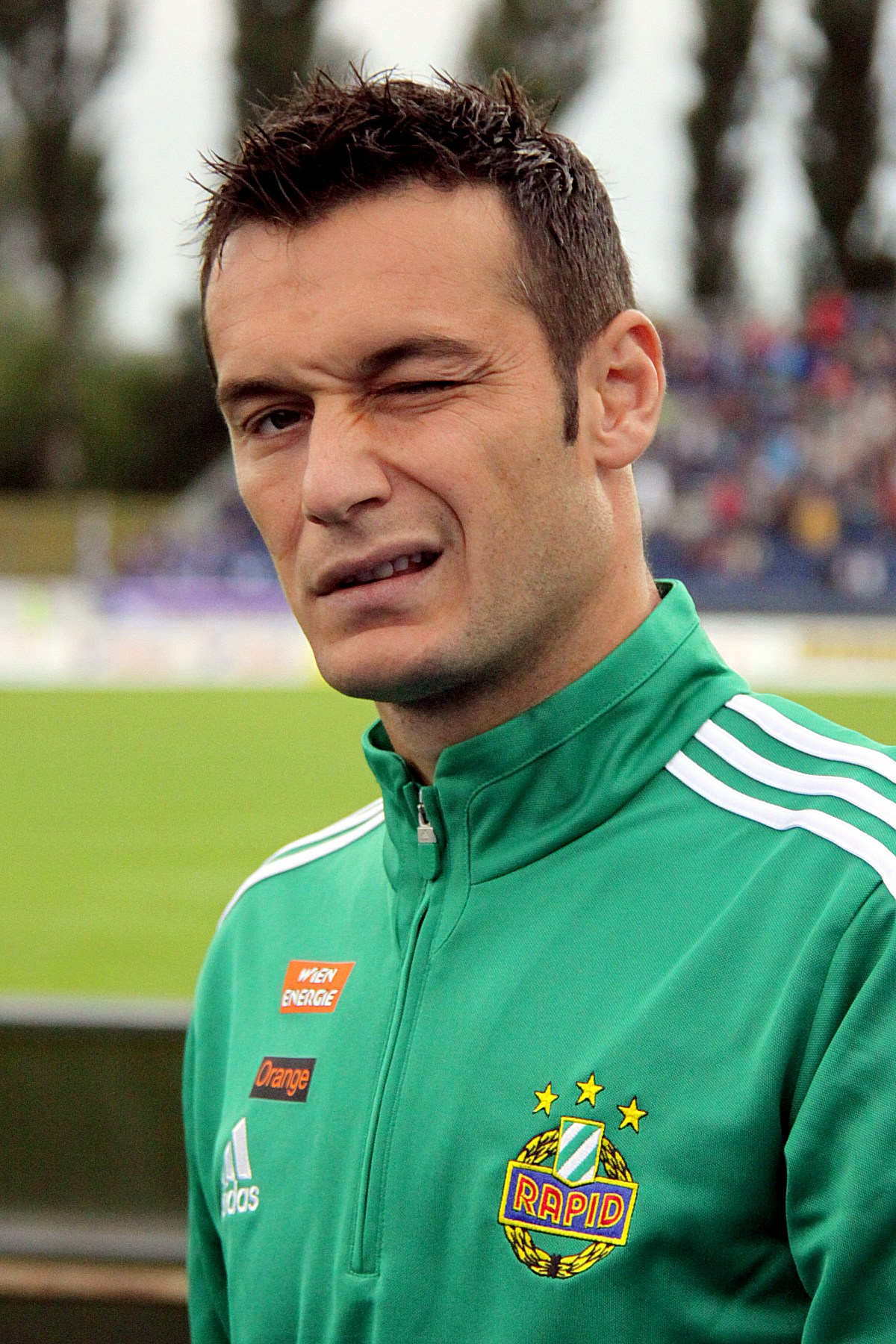
Hamdi Salihi erzielte fünf Tore beim 7:0-Sieg des SK Rapid Wien bei LASK Linz II.

Am 25. Juli 2011 wurden im Rahmen der „Samsung-Cup Night“ im Wiener Kursalon die Spiele der ersten Hauptrunde ausgelost. Mit den 33 Siegern der Vorrunde, den 20 Profimannschaften des Bundesliga und der Ersten Liga, den 9 Cupsiegern der Landesverbände und den beiden in den Relegationsspielen ausgeschiedenen Mannschaften sind 64 Teams an der ersten Runde teilnahmeberechtigt. Daraus ergaben sich insgesamt 32 Spielpaarungen. Die Profivereine der Bundesliga und der Ersten Liga waren aufgrund der Durchführungsbestimmungen des ÖFB-Cups (§ 5) dabei durchwegs als Gastmannschaften gesetzt.
Gleich der erste Spieltag brachte drei handfeste Überraschungen, denn der Bundesliga-Verein SC Wiener Neustadt musste sich bei der zweiten Mannschaft des SK Rapid Wien (Regionalliga) mit 0:1 geschlagen geben, der Erste Liga-Klub SKN St. Pölten schlitterte in der Nachspielzeit beim Landesligisten in eine 2:3-Niederlage und letztlich erlitt die Erste-Liga-Mannschaft des First Vienna FC 1894 bei der zweiten Mannschaft des FK Austria Wien (Regionalliga) mit 0:4 ein regelrechtes Debakel.
Am zweiten Spieltag musste mit dem SCR Altach eine weitere Profimannschaft das Ausscheiden zur Kenntnis nehmen. Der Meisterschaftsfavorit der Ersten Liga blamierte sich beim Regionalligisten Union St. Florian mit einer 0:2-Niederlage. Den höchsten Sieg der ersten Runde landete der SK Rapid Wien, der sich bei der zweiten Mannschaft des LASK Linz mit 7:0 durchsetzte. Hamdi Salihi erzielte dabei nicht nur einen lupenreinen Hattrick, sondern steuerte insgesamt fünf Treffer zum 7:0-Kantersieg bei. Herausragend waren auch die vier Treffer mit denen Philipp Hosiner den FC Admira Wacker Mödling zu einem 6:1-Sieg beim SK Vorwärts Steyr führte. Nichts für schwache Nerven war das Duell zwischen dem Regionalligisten WSG Swarovski Wattens und dem Landesligisten SV St. Margarethen. Die Gäste erzielten dabei erst in der Nachspielzeit der Verlängerung aus einem Strafstoß den Ausgleichstreffer zum 2:2 und setzten sich dann im Elfmeterschießen mit 5:3 durch, womit sich die weite Reise vom Burgenland nach Tirol gelohnt hat.
Keine Überraschungen brachte der Sonntag, an dem die Qualifikanten für die UEFA Europa League antreten mussten. Cup-Titelverteidiger SV Ried kam beim Erste Liga-Absteiger FC Gratkorn zu einem 3:0-Erfolg. Mit dem gleichen Ergebnis setzte sich der FC Red Bull Salzburg beim Landesligisten ASK Baugarten durch. Dieses Spiel musste wegen eines Wolkenbruchs und Gewitter für 20 Minuten unterbrochen werden. Der FK Austria Wien setzte sich nach einem 0:1-Rückstand bei der zweiten Mannschaft des FC Admira Wacker Mödling noch mit 3:1 durch.
| Datum      | Liga | Liga | Liga | Heimmannschaft | | Gastmannschaft | Ergebnis |
| ---------- | --- | --- | --- | --- | --- | --- | --- |
| 05.08.2011 | RL | – | LL | Wiener Sportklub | – | ASK Bad Vöslau | 1:2 (0:0) |
|            | Torschützen: | Torschützen: | Torschützen: | 0:1 (50.) Stefan Hoppel, 0:2 (60.) Patrick Koiner, 1:2 (90. +2) Sertan Günes | 0:1 (50.) Stefan Hoppel, 0:2 (60.) Patrick Koiner, 1:2 (90. +2) Sertan Günes | 0:1 (50.) Stefan Hoppel, 0:2 (60.) Patrick Koiner, 1:2 (90. +2) Sertan Günes | 0:1 (50.) Stefan Hoppel, 0:2 (60.) Patrick Koiner, 1:2 (90. +2) Sertan Günes |
| 05.08.2011 | RL | – | LL | USV Allerheiligen | – | Union Vöcklamarkt | 1:0 (0:0) |
|            | Torschützen: | Torschützen: | Torschützen: | 1:0 (57.) Alexander Fuchshofer | 1:0 (57.) Alexander Fuchshofer | 1:0 (57.) Alexander Fuchshofer | 1:0 (57.) Alexander Fuchshofer |
| 05.08.2011 | RL | – | RL | FC Dornbirn | – | SV Stegersbach | 4:0 (1:0) |
|            | Torschützen: | Torschützen: | Torschützen: | 1:0 (17.) Direnc Borihan, 2:0 (70.) Thiago de Lima Silva, 3:0 (76.) Reinaldo Ribeiro, 4:0 (81.) Akif Cengiz | 1:0 (17.) Direnc Borihan, 2:0 (70.) Thiago de Lima Silva, 3:0 (76.) Reinaldo Ribeiro, 4:0 (81.) Akif Cengiz | 1:0 (17.) Direnc Borihan, 2:0 (70.) Thiago de Lima Silva, 3:0 (76.) Reinaldo Ribeiro, 4:0 (81.) Akif Cengiz | 1:0 (17.) Direnc Borihan, 2:0 (70.) Thiago de Lima Silva, 3:0 (76.) Reinaldo Ribeiro, 4:0 (81.) Akif Cengiz |
| 05.08.2011 | LL | – | BL | Post SV Wien | – | Kapfenberger SV | 0:3 (0:2) |
|            | Torschützen: | Torschützen: | Torschützen: | 0:1 (17.) Boris Hüttenbrenner, 0:2 (27.) Dominique Taboga, 0:3 (68.) Dominique Taboga | 0:1 (17.) Boris Hüttenbrenner, 0:2 (27.) Dominique Taboga, 0:3 (68.) Dominique Taboga | 0:1 (17.) Boris Hüttenbrenner, 0:2 (27.) Dominique Taboga, 0:3 (68.) Dominique Taboga | 0:1 (17.) Boris Hüttenbrenner, 0:2 (27.) Dominique Taboga, 0:3 (68.) Dominique Taboga |
| 05.08.2011 | RL | – | LL | SKU Amstetten | – | SC Schwaz | 4:1 (3:1) |
|            | Torschützen: | Torschützen: | Torschützen: | 1:0 (12.) Djuro Mihaljica, 2:0 (24.) Robert Fekete, 3:0 (43.) Robert Fekete, 3:1 (63.) Clemens Ringler, 4:1 (81.) Eldar Topić | 1:0 (12.) Djuro Mihaljica, 2:0 (24.) Robert Fekete, 3:0 (43.) Robert Fekete, 3:1 (63.) Clemens Ringler, 4:1 (81.) Eldar Topić | 1:0 (12.) Djuro Mihaljica, 2:0 (24.) Robert Fekete, 3:0 (43.) Robert Fekete, 3:1 (63.) Clemens Ringler, 4:1 (81.) Eldar Topić | 1:0 (12.) Djuro Mihaljica, 2:0 (24.) Robert Fekete, 3:0 (43.) Robert Fekete, 3:1 (63.) Clemens Ringler, 4:1 (81.) Eldar Topić |
| 05.08.2011 | LL | – | EL | ASKÖ Donau Linz | – | SV Grödig | 0:3 (0:0) |
|            | Torschützen: | Torschützen: | Torschützen: | 0:1 (59.) Mersudin Jukic, 0:2 (74.) Daniel Sobkova, 0:3 (83.) Lukas Schubert | 0:1 (59.) Mersudin Jukic, 0:2 (74.) Daniel Sobkova, 0:3 (83.) Lukas Schubert | 0:1 (59.) Mersudin Jukic, 0:2 (74.) Daniel Sobkova, 0:3 (83.) Lukas Schubert | 0:1 (59.) Mersudin Jukic, 0:2 (74.) Daniel Sobkova, 0:3 (83.) Lukas Schubert |
| 05.08.2011 | LL | – | EL | ATSV Wolfsberg | – | Wolfsberger AC/SK St. Andrä | 1:2 (1:0) |
|            | Torschützen: | Torschützen: | Torschützen: | 1:0 (1.) Marcel Stoni, 1:1 (66.) Mihret Topčagić, 1:2 (78.) Gernot Suppan | 1:0 (1.) Marcel Stoni, 1:1 (66.) Mihret Topčagić, 1:2 (78.) Gernot Suppan | 1:0 (1.) Marcel Stoni, 1:1 (66.) Mihret Topčagić, 1:2 (78.) Gernot Suppan | 1:0 (1.) Marcel Stoni, 1:1 (66.) Mihret Topčagić, 1:2 (78.) Gernot Suppan |
| 05.08.2011 | RL | – | EL | DSV Leoben | – | FC Lustenau 07 | 2:3 (0:2) |
|            | Torschützen: | Torschützen: | Torschützen: | 0:1 (16.) David Witteveen, 0:2 (23.) David Witteveen, 0:3 (51., Strafstoß) David Witteveen, 1:3 (77.) Dominik Hackinger, 2:3 (90. +3) Norbert Kerek | 0:1 (16.) David Witteveen, 0:2 (23.) David Witteveen, 0:3 (51., Strafstoß) David Witteveen, 1:3 (77.) Dominik Hackinger, 2:3 (90. +3) Norbert Kerek | 0:1 (16.) David Witteveen, 0:2 (23.) David Witteveen, 0:3 (51., Strafstoß) David Witteveen, 1:3 (77.) Dominik Hackinger, 2:3 (90. +3) Norbert Kerek | 0:1 (16.) David Witteveen, 0:2 (23.) David Witteveen, 0:3 (51., Strafstoß) David Witteveen, 1:3 (77.) Dominik Hackinger, 2:3 (90. +3) Norbert Kerek |
| 05.08.2011 | RL | – | EL | FK Austria Wien II | – | First Vienna FC 1894 | 4:0 (2:0) |
|            | Torschützen: | Torschützen: | Torschützen: | 1:0 (20.) Srdan Spiridonovic, 2:0 (33.) Martin Harrer, 3:0 (73.) Srdan Spiridonovic, 4:0 (77.) Alexander Frank | 1:0 (20.) Srdan Spiridonovic, 2:0 (33.) Martin Harrer, 3:0 (73.) Srdan Spiridonovic, 4:0 (77.) Alexander Frank | 1:0 (20.) Srdan Spiridonovic, 2:0 (33.) Martin Harrer, 3:0 (73.) Srdan Spiridonovic, 4:0 (77.) Alexander Frank | 1:0 (20.) Srdan Spiridonovic, 2:0 (33.) Martin Harrer, 3:0 (73.) Srdan Spiridonovic, 4:0 (77.) Alexander Frank |
| 05.08.2011 | LL | – | EL | ASC Götzendorf | – | SKN St. Pölten | 3:2 (2:1) |
|            | Torschützen: | Torschützen: | Torschützen: | 0:1 (13.) Peter Brandl, 1:1 (15.) Thomas Reitprecht, 2:1 (34.) Johannes Egger, 2:2 (59.) Oliver Mauthner, 3:2 (90. +1) Thomas Reitprecht | 0:1 (13.) Peter Brandl, 1:1 (15.) Thomas Reitprecht, 2:1 (34.) Johannes Egger, 2:2 (59.) Oliver Mauthner, 3:2 (90. +1) Thomas Reitprecht | 0:1 (13.) Peter Brandl, 1:1 (15.) Thomas Reitprecht, 2:1 (34.) Johannes Egger, 2:2 (59.) Oliver Mauthner, 3:2 (90. +1) Thomas Reitprecht | 0:1 (13.) Peter Brandl, 1:1 (15.) Thomas Reitprecht, 2:1 (34.) Johannes Egger, 2:2 (59.) Oliver Mauthner, 3:2 (90. +1) Thomas Reitprecht |
| 05.08.2011 | RL | – | BL | SK Rapid Wien II | – | SC Wiener Neustadt | 1:0 (0:0) |
|            | Torschützen: | Torschützen: | Torschützen: | 1:0 (84.) Lukas Grozurek | 1:0 (84.) Lukas Grozurek | 1:0 (84.) Lukas Grozurek | 1:0 (84.) Lukas Grozurek |
| 05.08.2011 | LL | – | EL | SC Kundl | – | TSV Hartberg | 0:3 (0:0) |
|            | Torschützen: | Torschützen: | Torschützen: | 0:1 (58.) Rexhe Bytyci, 0:2 (64.) Edmir Adilovic, 0:3 (80.) Lukas Mössner | 0:1 (58.) Rexhe Bytyci, 0:2 (64.) Edmir Adilovic, 0:3 (80.) Lukas Mössner | 0:1 (58.) Rexhe Bytyci, 0:2 (64.) Edmir Adilovic, 0:3 (80.) Lukas Mössner | 0:1 (58.) Rexhe Bytyci, 0:2 (64.) Edmir Adilovic, 0:3 (80.) Lukas Mössner |
| 05.08.2011 | RL | – | EL | SK Sturm Graz II | – | LASK Linz | 2:2 (0:1), 2:5 n. V. |
|            | Torschützen: | Torschützen: | Torschützen: | 0:1 (38.) Hannes Aigner, 1:1 (77.) Krunoslav Cicak, 1:2 (79.) Florian Templ, 2:2 (90.) Alexander Rother, 2:3 (104.) Daniel Kogler, 2:4 (109.) René Aufhauser, 2:5 (115.) Daniel Kogler                                                                                | 0:1 (38.) Hannes Aigner, 1:1 (77.) Krunoslav Cicak, 1:2 (79.) Florian Templ, 2:2 (90.) Alexander Rother, 2:3 (104.) Daniel Kogler, 2:4 (109.) René Aufhauser, 2:5 (115.) Daniel Kogler                                                                                | 0:1 (38.) Hannes Aigner, 1:1 (77.) Krunoslav Cicak, 1:2 (79.) Florian Templ, 2:2 (90.) Alexander Rother, 2:3 (104.) Daniel Kogler, 2:4 (109.) René Aufhauser, 2:5 (115.) Daniel Kogler                                                                                | 0:1 (38.) Hannes Aigner, 1:1 (77.) Krunoslav Cicak, 1:2 (79.) Florian Templ, 2:2 (90.) Alexander Rother, 2:3 (104.) Daniel Kogler, 2:4 (109.) René Aufhauser, 2:5 (115.) Daniel Kogler                                                                                |
| 06.08.2011 | RL | – | L2 | Red Bull Juniors | – | SC Brunn am Gebirge | 5:0 (1:0) |
|            | Torschützen: | Torschützen: | Torschützen: | 1:0 (11.) Daniel Krenn, 2:0 (50.) Gabriel Alleoni, 3:0 (52.) Daniel Krenn, 4:0 (88.) Stefan Savic, 5:0 (90.) Manfred Pamminger | 1:0 (11.) Daniel Krenn, 2:0 (50.) Gabriel Alleoni, 3:0 (52.) Daniel Krenn, 4:0 (88.) Stefan Savic, 5:0 (90.) Manfred Pamminger | 1:0 (11.) Daniel Krenn, 2:0 (50.) Gabriel Alleoni, 3:0 (52.) Daniel Krenn, 4:0 (88.) Stefan Savic, 5:0 (90.) Manfred Pamminger | 1:0 (11.) Daniel Krenn, 2:0 (50.) Gabriel Alleoni, 3:0 (52.) Daniel Krenn, 4:0 (88.) Stefan Savic, 5:0 (90.) Manfred Pamminger |
| 06.08.2011 | RL | – | LL | WSG Swarovski Wattens | – | SV St. Margarethen | 1:1 (1:0) 2:2 n. V., 3:5 i. E. |
|            | Torschützen: | Torschützen: | Torschützen: | 1:0 (4.) Simon Zangerl, 1:1 (80., Eigentor) Thomas Eller, 2:1 (117.) Lukas Steiner, 2:2 (120. +2, Strafstoß) Thorsten Lang | 1:0 (4.) Simon Zangerl, 1:1 (80., Eigentor) Thomas Eller, 2:1 (117.) Lukas Steiner, 2:2 (120. +2, Strafstoß) Thorsten Lang | 1:0 (4.) Simon Zangerl, 1:1 (80., Eigentor) Thomas Eller, 2:1 (117.) Lukas Steiner, 2:2 (120. +2, Strafstoß) Thorsten Lang | 1:0 (4.) Simon Zangerl, 1:1 (80., Eigentor) Thomas Eller, 2:1 (117.) Lukas Steiner, 2:2 (120. +2, Strafstoß) Thorsten Lang |
| 06.08.2011 | RL | – | LL | FC Union Innsbruck | – | SV Grieskirchen | 3:2 (1:1) |
|            | Torschützen: | Torschützen: | Torschützen: | 1:0 (25.) Safet Todorovic, 1:1 (33.) Robert Lenz, 2:1 (53.) Stefan Milenkovic, 3:1 (70.) Stefan Milenkovic, 3:2 (74.) Robert Lenz | 1:0 (25.) Safet Todorovic, 1:1 (33.) Robert Lenz, 2:1 (53.) Stefan Milenkovic, 3:1 (70.) Stefan Milenkovic, 3:2 (74.) Robert Lenz | 1:0 (25.) Safet Todorovic, 1:1 (33.) Robert Lenz, 2:1 (53.) Stefan Milenkovic, 3:1 (70.) Stefan Milenkovic, 3:2 (74.) Robert Lenz | 1:0 (25.) Safet Todorovic, 1:1 (33.) Robert Lenz, 2:1 (53.) Stefan Milenkovic, 3:1 (70.) Stefan Milenkovic, 3:2 (74.) Robert Lenz |
| 06.08.2011 | LL | – | RL | SC Weiz | – | TSV Neumarkt am Wallersee | 5:1 (0:1) |
|            | Torschützen: | Torschützen: | Torschützen: | 0:1 (42.) Christoph Hübl, 1:1 (48.) Mladen Stipkovic, 2:1 (53.) Amel Sahbegovic, 3:1 (58.) Gerald Hack, 4:1 (62.) Gerald Hack, 5:1 (87.) Patrick Riegler | 0:1 (42.) Christoph Hübl, 1:1 (48.) Mladen Stipkovic, 2:1 (53.) Amel Sahbegovic, 3:1 (58.) Gerald Hack, 4:1 (62.) Gerald Hack, 5:1 (87.) Patrick Riegler | 0:1 (42.) Christoph Hübl, 1:1 (48.) Mladen Stipkovic, 2:1 (53.) Amel Sahbegovic, 3:1 (58.) Gerald Hack, 4:1 (62.) Gerald Hack, 5:1 (87.) Patrick Riegler | 0:1 (42.) Christoph Hübl, 1:1 (48.) Mladen Stipkovic, 2:1 (53.) Amel Sahbegovic, 3:1 (58.) Gerald Hack, 4:1 (62.) Gerald Hack, 5:1 (87.) Patrick Riegler |
| 06.08.2011 | RL | – | RL | SC-ESV Parndorf 1919 | – | SV Austria Salzburg | 3:0 (1:0) |
|            | Torschützen: | Torschützen: | Torschützen: | 1:0 (42.) Filip Chlup, 2:0 (65.) David Böhmer, 3:0 (86.) Richard Wemmer | 1:0 (42.) Filip Chlup, 2:0 (65.) David Böhmer, 3:0 (86.) Richard Wemmer | 1:0 (42.) Filip Chlup, 2:0 (65.) David Böhmer, 3:0 (86.) Richard Wemmer | 1:0 (42.) Filip Chlup, 2:0 (65.) David Böhmer, 3:0 (86.) Richard Wemmer |
| 06.08.2011 | RL | – | BL | LASK Linz II | – | SK Rapid Wien | 0:7 (0:3) |
|            | Torschützen: | Torschützen: | Torschützen: | 0:1 (24.) Hamdi Salihi, 0:2 (31.) Hamdi Salihi, 0:3 (33.) Rene Gartler, 0:4 (47.) Hamdi Salihi, 0:5 (53.) Hamdi Salihi, 0:6 (62.) Hamdi Salihi, 0:7 (83.) Rene Gartler                                                                                                | 0:1 (24.) Hamdi Salihi, 0:2 (31.) Hamdi Salihi, 0:3 (33.) Rene Gartler, 0:4 (47.) Hamdi Salihi, 0:5 (53.) Hamdi Salihi, 0:6 (62.) Hamdi Salihi, 0:7 (83.) Rene Gartler                                                                                                | 0:1 (24.) Hamdi Salihi, 0:2 (31.) Hamdi Salihi, 0:3 (33.) Rene Gartler, 0:4 (47.) Hamdi Salihi, 0:5 (53.) Hamdi Salihi, 0:6 (62.) Hamdi Salihi, 0:7 (83.) Rene Gartler                                                                                                | 0:1 (24.) Hamdi Salihi, 0:2 (31.) Hamdi Salihi, 0:3 (33.) Rene Gartler, 0:4 (47.) Hamdi Salihi, 0:5 (53.) Hamdi Salihi, 0:6 (62.) Hamdi Salihi, 0:7 (83.) Rene Gartler                                                                                                |
| 06.08.2011 | RL | – | RL | SAK Klagenfurt | – | 1. SC Sollenau | 3:1 (2:1) |
|            | Torschützen: | Torschützen: | Torschützen: | 0:1 (11.) Ingo Klemen, 1:1 (15.) Darijo Biscan, 2:1 (43.) Grega Triplat, 3:1 (63.) Grega Triplat | 0:1 (11.) Ingo Klemen, 1:1 (15.) Darijo Biscan, 2:1 (43.) Grega Triplat, 3:1 (63.) Grega Triplat | 0:1 (11.) Ingo Klemen, 1:1 (15.) Darijo Biscan, 2:1 (43.) Grega Triplat, 3:1 (63.) Grega Triplat | 0:1 (11.) Ingo Klemen, 1:1 (15.) Darijo Biscan, 2:1 (43.) Grega Triplat, 3:1 (63.) Grega Triplat |
| 06.08.2011 | LL | – | EL | ASK Stinatz | – | FC Blau-Weiß Linz | 1:3 (1:1) |
|            | Torschützen: | Torschützen: | Torschützen: | 1:0 (5.) Chris Kovacsits, 1:1 (25.) Dominic Hassler, 1:2 (62., Eigentor) Jan Zsifkovits, 1:3 (79.) Manuel Hartl | 1:0 (5.) Chris Kovacsits, 1:1 (25.) Dominic Hassler, 1:2 (62., Eigentor) Jan Zsifkovits, 1:3 (79.) Manuel Hartl | 1:0 (5.) Chris Kovacsits, 1:1 (25.) Dominic Hassler, 1:2 (62., Eigentor) Jan Zsifkovits, 1:3 (79.) Manuel Hartl | 1:0 (5.) Chris Kovacsits, 1:1 (25.) Dominic Hassler, 1:2 (62., Eigentor) Jan Zsifkovits, 1:3 (79.) Manuel Hartl |
| 06.08.2011 | L2 | – | BL | FC Hellas Kagran | – | FC Wacker Innsbruck | 0:4 (0:2) |
|            | Torschützen: | Torschützen: | Torschützen: | 0:1 (12.) Marco Kofler, 0:2 (28.) Lukas Hinterseer, 0:3 (53.) Marcel Schreter, 0:4 (63.) Lukas Hinterseer | 0:1 (12.) Marco Kofler, 0:2 (28.) Lukas Hinterseer, 0:3 (53.) Marcel Schreter, 0:4 (63.) Lukas Hinterseer | 0:1 (12.) Marco Kofler, 0:2 (28.) Lukas Hinterseer, 0:3 (53.) Marcel Schreter, 0:4 (63.) Lukas Hinterseer | 0:1 (12.) Marco Kofler, 0:2 (28.) Lukas Hinterseer, 0:3 (53.) Marcel Schreter, 0:4 (63.) Lukas Hinterseer |
| 06.08.2011 | RL | – | BL | SG Austria Kapfenberg/Kapfenberger SV II | – | SV Mattersburg | 1:3 (0:2) |
|            | Torschützen: | Torschützen: | Torschützen: | 0:1 (27.) Patrick Bürger, 0:2 (45.) Thorsten Röcher, 1:2 (65.) Ivica Lucic, 1:3 (86.) Manuel Seidl | 0:1 (27.) Patrick Bürger, 0:2 (45.) Thorsten Röcher, 1:2 (65.) Ivica Lucic, 1:3 (86.) Manuel Seidl | 0:1 (27.) Patrick Bürger, 0:2 (45.) Thorsten Röcher, 1:2 (65.) Ivica Lucic, 1:3 (86.) Manuel Seidl | 0:1 (27.) Patrick Bürger, 0:2 (45.) Thorsten Röcher, 1:2 (65.) Ivica Lucic, 1:3 (86.) Manuel Seidl |
| 06.08.2011 | RL | – | EL | SC Bregenz | – | SC Austria Lustenau | 0:2 (0:1) |
|            | Torschützen: | Torschützen: | Torschützen: | 0:1 (30.) Marco Miesenböck, 0:2 (79.) Dominik Rotter | 0:1 (30.) Marco Miesenböck, 0:2 (79.) Dominik Rotter | 0:1 (30.) Marco Miesenböck, 0:2 (79.) Dominik Rotter | 0:1 (30.) Marco Miesenböck, 0:2 (79.) Dominik Rotter |
| 06.08.2011 | RL | – | BL | SK Vorwärts Steyr | – | FC Admira Wacker Mödling | 1:6 (0:3) |
|            | Torschützen: | Torschützen: | Torschützen: | 0:1 (7.) Patrik Ježek, 0:2 (28.) Froylán Ledezma, 0:3 (44.) Philipp Hosiner, 0:4 (65.) Philipp Hosiner, 0:5 (68.) Philipp Hosiner, 1:5 (69.) Michael Lageder, 1:6 (80.) Philipp Hosiner                                                                               | 0:1 (7.) Patrik Ježek, 0:2 (28.) Froylán Ledezma, 0:3 (44.) Philipp Hosiner, 0:4 (65.) Philipp Hosiner, 0:5 (68.) Philipp Hosiner, 1:5 (69.) Michael Lageder, 1:6 (80.) Philipp Hosiner                                                                               | 0:1 (7.) Patrik Ježek, 0:2 (28.) Froylán Ledezma, 0:3 (44.) Philipp Hosiner, 0:4 (65.) Philipp Hosiner, 0:5 (68.) Philipp Hosiner, 1:5 (69.) Michael Lageder, 1:6 (80.) Philipp Hosiner                                                                               | 0:1 (7.) Patrik Ježek, 0:2 (28.) Froylán Ledezma, 0:3 (44.) Philipp Hosiner, 0:4 (65.) Philipp Hosiner, 0:5 (68.) Philipp Hosiner, 1:5 (69.) Michael Lageder, 1:6 (80.) Philipp Hosiner                                                                               |
| 06.08.2011 | LL | – | BL | SV Grödig II | – | SK Sturm Graz | 0:4 (0:2) |
|            | Torschützen: | Torschützen: | Torschützen: | 0:1 (9.) Mario Haas, 0:2 (27.) Andreas Hölzl, 0:3 (78.) Stefan Stangl, 0:4 (87., Eigentor) Gregor Bös | 0:1 (9.) Mario Haas, 0:2 (27.) Andreas Hölzl, 0:3 (78.) Stefan Stangl, 0:4 (87., Eigentor) Gregor Bös | 0:1 (9.) Mario Haas, 0:2 (27.) Andreas Hölzl, 0:3 (78.) Stefan Stangl, 0:4 (87., Eigentor) Gregor Bös | 0:1 (9.) Mario Haas, 0:2 (27.) Andreas Hölzl, 0:3 (78.) Stefan Stangl, 0:4 (87., Eigentor) Gregor Bös |
| 06.08.2011 | RL | – | EL | Union St. Florian | – | SCR Altach | 2:0 (0:0) |
|            | Torschützen: | Torschützen: | Torschützen: | 1:0 (50.) Thomas Zemann, 2:0 (76.) Thomas Zemann | 1:0 (50.) Thomas Zemann, 2:0 (76.) Thomas Zemann | 1:0 (50.) Thomas Zemann, 2:0 (76.) Thomas Zemann | 1:0 (50.) Thomas Zemann, 2:0 (76.) Thomas Zemann |
| 07.08.2011 | RL | – | BL | FC Gratkorn | – | SV Ried | 0:3 (0:2) |
|            | Torschützen: | Torschützen: | Torschützen: | 0:1 (18.) Guillem, 0:2 (27.) Nacho, 0:3 (56.) Guillem | 0:1 (18.) Guillem, 0:2 (27.) Nacho, 0:3 (56.) Guillem | 0:1 (18.) Guillem, 0:2 (27.) Nacho, 0:3 (56.) Guillem | 0:1 (18.) Guillem, 0:2 (27.) Nacho, 0:3 (56.) Guillem |
| 07.08.2011 | RL | – | BL | FC Admira Wacker Mödling II | – | FK Austria Wien | 1:3 (1:1) |
|            | Torschützen: | Torschützen: | Torschützen: | 1:0 (16.) Georg Krenn, 1:1 (33.) Georg Margreitter, 1:2 (64.) Roland Linz, 1:3 (76.) Tomáš Jun | 1:0 (16.) Georg Krenn, 1:1 (33.) Georg Margreitter, 1:2 (64.) Roland Linz, 1:3 (76.) Tomáš Jun | 1:0 (16.) Georg Krenn, 1:1 (33.) Georg Margreitter, 1:2 (64.) Roland Linz, 1:3 (76.) Tomáš Jun | 1:0 (16.) Georg Krenn, 1:1 (33.) Georg Margreitter, 1:2 (64.) Roland Linz, 1:3 (76.) Tomáš Jun |
| 07.08.2011 | LL | – | RL | SVG Reichenau | – | SK Austria Klagenfurt | 0:0 – 4:1 i. E. |
|            | Torschützen: | Torschützen: | Torschützen: | keine | keine | keine | keine |
| 07.08.2011 | RL | – | LL | Villacher SV | – | SC Retz | 4:2 (2:1) |
|            | Torschützen: | Torschützen: | Torschützen: | 1:0 (26.) Mario Ramusch, 2:0 (29.) Rok Pavlicic, 2:1 (33.) Christopher Ledineg, 3:1 (59., Eigentor) Markus Wolfsberger, 4:1 (73.) Sandro Ebner, 4:2 (76., Strafstoß) Roman Christ                                                                                     | 1:0 (26.) Mario Ramusch, 2:0 (29.) Rok Pavlicic, 2:1 (33.) Christopher Ledineg, 3:1 (59., Eigentor) Markus Wolfsberger, 4:1 (73.) Sandro Ebner, 4:2 (76., Strafstoß) Roman Christ                                                                                     | 1:0 (26.) Mario Ramusch, 2:0 (29.) Rok Pavlicic, 2:1 (33.) Christopher Ledineg, 3:1 (59., Eigentor) Markus Wolfsberger, 4:1 (73.) Sandro Ebner, 4:2 (76., Strafstoß) Roman Christ                                                                                     | 1:0 (26.) Mario Ramusch, 2:0 (29.) Rok Pavlicic, 2:1 (33.) Christopher Ledineg, 3:1 (59., Eigentor) Markus Wolfsberger, 4:1 (73.) Sandro Ebner, 4:2 (76., Strafstoß) Roman Christ                                                                                     |
| 07.08.2011 | LL | – | BL | ASK Baumgarten | – | FC Red Bull Salzburg | 0:3 (0:2) |
|            | Torschützen: | Torschützen: | Torschützen: | 0:1 (10.) Roman Wallner, 0:2 (44., Strafstoß) Alan de Carvalho, 0:3 (52.) Alan de Carvalho | 0:1 (10.) Roman Wallner, 0:2 (44., Strafstoß) Alan de Carvalho, 0:3 (52.) Alan de Carvalho | 0:1 (10.) Roman Wallner, 0:2 (44., Strafstoß) Alan de Carvalho, 0:3 (52.) Alan de Carvalho | 0:1 (10.) Roman Wallner, 0:2 (44., Strafstoß) Alan de Carvalho, 0:3 (52.) Alan de Carvalho |
| Legende:   | BL = Bundesliga (1. Leistungsstufe) – EL = Erste Liga (2. Leistungsstufe) – RL = Regionalliga (3. Leistungsstufe) – LL = Landesliga (4. Leistungsstufe) – L2 = zweite Landesliga (5. Leistungsstufe) n. V. = nach Verlängerung – i. E. = Ergebnis im Elfmeterschießen | BL = Bundesliga (1. Leistungsstufe) – EL = Erste Liga (2. Leistungsstufe) – RL = Regionalliga (3. Leistungsstufe) – LL = Landesliga (4. Leistungsstufe) – L2 = zweite Landesliga (5. Leistungsstufe) n. V. = nach Verlängerung – i. E. = Ergebnis im Elfmeterschießen | BL = Bundesliga (1. Leistungsstufe) – EL = Erste Liga (2. Leistungsstufe) – RL = Regionalliga (3. Leistungsstufe) – LL = Landesliga (4. Leistungsstufe) – L2 = zweite Landesliga (5. Leistungsstufe) n. V. = nach Verlängerung – i. E. = Ergebnis im Elfmeterschießen | BL = Bundesliga (1. Leistungsstufe) – EL = Erste Liga (2. Leistungsstufe) – RL = Regionalliga (3. Leistungsstufe) – LL = Landesliga (4. Leistungsstufe) – L2 = zweite Landesliga (5. Leistungsstufe) n. V. = nach Verlängerung – i. E. = Ergebnis im Elfmeterschießen | BL = Bundesliga (1. Leistungsstufe) – EL = Erste Liga (2. Leistungsstufe) – RL = Regionalliga (3. Leistungsstufe) – LL = Landesliga (4. Leistungsstufe) – L2 = zweite Landesliga (5. Leistungsstufe) n. V. = nach Verlängerung – i. E. = Ergebnis im Elfmeterschießen | BL = Bundesliga (1. Leistungsstufe) – EL = Erste Liga (2. Leistungsstufe) – RL = Regionalliga (3. Leistungsstufe) – LL = Landesliga (4. Leistungsstufe) – L2 = zweite Landesliga (5. Leistungsstufe) n. V. = nach Verlängerung – i. E. = Ergebnis im Elfmeterschießen | BL = Bundesliga (1. Leistungsstufe) – EL = Erste Liga (2. Leistungsstufe) – RL = Regionalliga (3. Leistungsstufe) – LL = Landesliga (4. Leistungsstufe) – L2 = zweite Landesliga (5. Leistungsstufe) n. V. = nach Verlängerung – i. E. = Ergebnis im Elfmeterschießen |

## 2. Runde

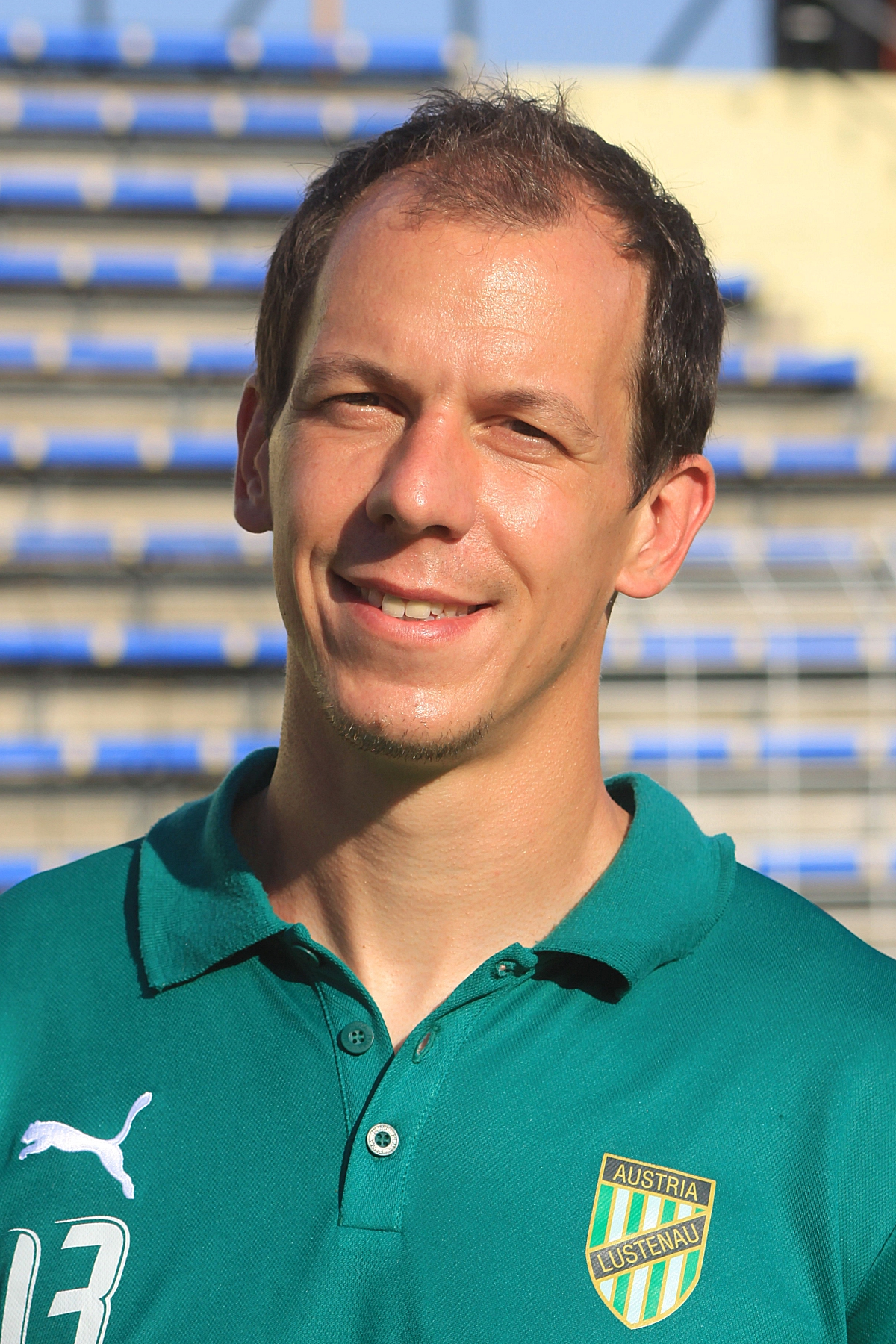
Gerald Krajic führte den SC Austria Lustenau mit seinen drei Toren zu einem 7:0-Kantersieg.

Die Auslosung für die Spiele der zweiten Runde erfolgte am 16. August 2011 im Hotel Hilton Vienna. Die vier verbliebenen Landesligisten durften sich durchwegs über attraktive Lose freuen, denn der SC Weiz empfing in einem echten Lokalderby den regierenden Meister SK Sturm Graz und der ASC Götzendorf den regierenden Cupsieger SV Ried. Während die Grazer zu einem souveränen 4:0-Sieg kam, musste die SV Ried lange zittern, denn erst in der Schlussminute konnte der hauchdünne 3:2-Erfolg fixiert werden. Der vom Ex-Internationalen Willi Kreuz betreute ASK Bad Vöslau durfte sich gegen den SK Rapid Wien über ein ausverkauftes Haus freuen. Hamdi Salihi, der bereits in der ersten Runde fünf Treffer erzielte, hatte auch diesmal mit drei Treffern für einen sicheren 4:1-Sieg des Rekordmeisters. Die Union St. Florian hatte im Lokalderby den FC Blau-Weiß Linz zu Gast, der sich letztlich mit 2:0 durchsetzte. Für den SV St. Margarethen hatte sich der heroische Kampf in der ersten Runde gelohnt, denn damit bekamen sie im Heimspiel den Bundesligisten FC Wacker Innsbruck zugelost, der zu einem sicheren 3:0-Erfolg kam.
Die Topsensation der zweiten Runde schaffte der Landesligist SVG Reichenau, der den Bundesligisten Kapfenberger SV durch einen 2:1-Erfolg aus dem Bewerb warf. Damit sind die Tiroler der einzige Klub aus der vierten Leistungsstufe, der in die dritte Runde einziehen konnte. Mit der SV Mattersburg blieb noch ein zweiter Bundesligaverein auf der Strecke. Die Burgenländer, bei denen Thorsten Röcher und Alexander Pöllhuber nach gelb-roten Karten vorzeitig vom Feld mussten, unterlagen der zweiten Mannschaft des FC Red Bull Salzburg nach einem 1:1-Unentschieden im entscheidenden Elfmeterschießen mit 4:5 Toren. Für eine weitere Überraschung sorgte die zweite Mannschaft des SK Rapid Wien. Der Regionallist, der bereits in der ersten Runde den Bundesligisten SC Wiener Neustadt aus dem Bewerb warf, setzte sich gegen den aktuellen Tabellenführer der Ersten Liga, die SG Wolfsberger AC/SK St. Andrä verdient mit 4:2 durch. Für den höchsten Sieg der zweiten Runde sorgte der SC Austria Lustenau, der beim Regionalligisten FC Union Innsbruck einen 7:0-Kantersieg landen konnte. Gerald Krajic zeichnete sich dabei als dreifacher Torschütze aus.

### Ergebnisse der 2. Runde
| Datum      | Liga | Liga | Liga | Heimmannschaft | | Gastmannschaft | Ergebnis |
| ---------- | --- | --- | --- | --- | --- | --- | --- |
| 20.09.2011 | RL | – | EL | FC Union Innsbruck | – | SC Austria Lustenau | 0:7 (0:3) |
|            | Torschützen: | Torschützen: | Torschützen: | 0:1 (14.) Philipp Vorraber, 0:2 (41) Gerald Krajic, 0:3 (42.) Benedikt Zech, 0:4 (53.) Jürgen Kampel, 0:5 (55.) Gerald Krajic, 0:6 (65.) Gerald Krajic, 0:7 (77.) Felix Roth.                                            | 0:1 (14.) Philipp Vorraber, 0:2 (41) Gerald Krajic, 0:3 (42.) Benedikt Zech, 0:4 (53.) Jürgen Kampel, 0:5 (55.) Gerald Krajic, 0:6 (65.) Gerald Krajic, 0:7 (77.) Felix Roth.                                            | 0:1 (14.) Philipp Vorraber, 0:2 (41) Gerald Krajic, 0:3 (42.) Benedikt Zech, 0:4 (53.) Jürgen Kampel, 0:5 (55.) Gerald Krajic, 0:6 (65.) Gerald Krajic, 0:7 (77.) Felix Roth.                                            | 0:1 (14.) Philipp Vorraber, 0:2 (41) Gerald Krajic, 0:3 (42.) Benedikt Zech, 0:4 (53.) Jürgen Kampel, 0:5 (55.) Gerald Krajic, 0:6 (65.) Gerald Krajic, 0:7 (77.) Felix Roth.                                            |
| 20.09.2011 | RL | – | EL | SK Rapid Wien II | – | Wolfsberger AC/SK St. Andrä | 4:2 (2:0) |
|            | Torschützen: | Torschützen: | Torschützen: | 1:0 (14.) Louis Schaub, 2:0 (39.) Kristijan Dobras, 2:1 (51.), Jacobo, 3:1 (61.) Lukas Grozurek, 4:1 (75.) Louis Schaub, 4:2 (86.) Sandro Gotal.                                                                         | 1:0 (14.) Louis Schaub, 2:0 (39.) Kristijan Dobras, 2:1 (51.), Jacobo, 3:1 (61.) Lukas Grozurek, 4:1 (75.) Louis Schaub, 4:2 (86.) Sandro Gotal.                                                                         | 1:0 (14.) Louis Schaub, 2:0 (39.) Kristijan Dobras, 2:1 (51.), Jacobo, 3:1 (61.) Lukas Grozurek, 4:1 (75.) Louis Schaub, 4:2 (86.) Sandro Gotal.                                                                         | 1:0 (14.) Louis Schaub, 2:0 (39.) Kristijan Dobras, 2:1 (51.), Jacobo, 3:1 (61.) Lukas Grozurek, 4:1 (75.) Louis Schaub, 4:2 (86.) Sandro Gotal.                                                                         |
| 20.09.2011 | RL | – | EL | FK Austria Wien II | – | LASK Linz | 0:5 (0:2) |
|            | Torschützen: | Torschützen: | Torschützen: | 0:1 (19.) Leonhard Kaufmann, 0:2 (45. +5) Benjamin Freudenthaler, 0:3 (64., Strafstoß) Luiz Henrique de Oliveira, 0:4 (78.) Harald Unverdorben, 0:5 (85.) Lukas Kragl.                                                   | 0:1 (19.) Leonhard Kaufmann, 0:2 (45. +5) Benjamin Freudenthaler, 0:3 (64., Strafstoß) Luiz Henrique de Oliveira, 0:4 (78.) Harald Unverdorben, 0:5 (85.) Lukas Kragl.                                                   | 0:1 (19.) Leonhard Kaufmann, 0:2 (45. +5) Benjamin Freudenthaler, 0:3 (64., Strafstoß) Luiz Henrique de Oliveira, 0:4 (78.) Harald Unverdorben, 0:5 (85.) Lukas Kragl.                                                   | 0:1 (19.) Leonhard Kaufmann, 0:2 (45. +5) Benjamin Freudenthaler, 0:3 (64., Strafstoß) Luiz Henrique de Oliveira, 0:4 (78.) Harald Unverdorben, 0:5 (85.) Lukas Kragl.                                                   |
| 20.09.2011 | RL | – | EL | FC Dornbirn | – | SV Grödig | 0:2 (0:1) |
|            | Torschützen: | Torschützen: | Torschützen: | 0:1 (10.) Diego Viana, 0:2 (59.) Mersudin Jukic. | 0:1 (10.) Diego Viana, 0:2 (59.) Mersudin Jukic. | 0:1 (10.) Diego Viana, 0:2 (59.) Mersudin Jukic. | 0:1 (10.) Diego Viana, 0:2 (59.) Mersudin Jukic. |
| 20.09.2011 | RL | – | BL | SC-ESV Parndorf 1919 | – | FC Admira Wacker Mödling | 0:1 (0:0) |
|            | Torschützen: | Torschützen: | Torschützen: | 0:1 (62.) René Schicker. | 0:1 (62.) René Schicker. | 0:1 (62.) René Schicker. | 0:1 (62.) René Schicker. |
| 20.09.2011 | RL | – | EL | Union St. Florian | – | FC Blau-Weiß Linz | 0:2 (0:1) |
|            | Torschützen: | Torschützen: | Torschützen: | 0:1 (42.) Dominic Hassler, 0:2 (85., Strafstoß) Michael Miksits. | 0:1 (42.) Dominic Hassler, 0:2 (85., Strafstoß) Michael Miksits. | 0:1 (42.) Dominic Hassler, 0:2 (85., Strafstoß) Michael Miksits. | 0:1 (42.) Dominic Hassler, 0:2 (85., Strafstoß) Michael Miksits. |
| 20.09.2011 | RL | – | EL | Villacher SV | – | TSV Hartberg | 1:1 (0:1) – 1:2 n. V. |
|            | Torschützen: | Torschützen: | Torschützen: | 0:1 (6.) Fabian Harrer, 1:1 (90. +1) Michael Kirisits, 1:2 (92.) Lukas Mössner. | 0:1 (6.) Fabian Harrer, 1:1 (90. +1) Michael Kirisits, 1:2 (92.) Lukas Mössner. | 0:1 (6.) Fabian Harrer, 1:1 (90. +1) Michael Kirisits, 1:2 (92.) Lukas Mössner. | 0:1 (6.) Fabian Harrer, 1:1 (90. +1) Michael Kirisits, 1:2 (92.) Lukas Mössner. |
| 20.09.2011 | LL | – | BL | ASC Götzendorf | – | SV Ried | 2:3 (1:1) |
|            | Torschützen: | Torschützen: | Torschützen: | 1:0 (3.) Helmut Zeiner, 1:1 (7., Strafstoß) Guillem, 1:2 (69.) Robert Zulj, 2:2 (70.) Mario Santner, 2:3 (90.) Thomas Reifeltshammer.                                                                                    | 1:0 (3.) Helmut Zeiner, 1:1 (7., Strafstoß) Guillem, 1:2 (69.) Robert Zulj, 2:2 (70.) Mario Santner, 2:3 (90.) Thomas Reifeltshammer.                                                                                    | 1:0 (3.) Helmut Zeiner, 1:1 (7., Strafstoß) Guillem, 1:2 (69.) Robert Zulj, 2:2 (70.) Mario Santner, 2:3 (90.) Thomas Reifeltshammer.                                                                                    | 1:0 (3.) Helmut Zeiner, 1:1 (7., Strafstoß) Guillem, 1:2 (69.) Robert Zulj, 2:2 (70.) Mario Santner, 2:3 (90.) Thomas Reifeltshammer.                                                                                    |
| 20.09.2011 | RL | – | EL | SKU Amstetten | – | FC Lustenau 07 | 2:2 (1:1) – 2:4 n. V. |
|            | Torschützen: | Torschützen: | Torschützen: | 1:0 (28.) Eldar Topić, 1:1 (30.) Simón Vanderhoeght, 2:1 (60.) Djuro Mihaljica, 2:2 (70.) Florian Zellhofer, 2:3 (110.) Florian Zellhofer, 2:4 (116.) Daniel Luxbacher.                                                  | 1:0 (28.) Eldar Topić, 1:1 (30.) Simón Vanderhoeght, 2:1 (60.) Djuro Mihaljica, 2:2 (70.) Florian Zellhofer, 2:3 (110.) Florian Zellhofer, 2:4 (116.) Daniel Luxbacher.                                                  | 1:0 (28.) Eldar Topić, 1:1 (30.) Simón Vanderhoeght, 2:1 (60.) Djuro Mihaljica, 2:2 (70.) Florian Zellhofer, 2:3 (110.) Florian Zellhofer, 2:4 (116.) Daniel Luxbacher.                                                  | 1:0 (28.) Eldar Topić, 1:1 (30.) Simón Vanderhoeght, 2:1 (60.) Djuro Mihaljica, 2:2 (70.) Florian Zellhofer, 2:3 (110.) Florian Zellhofer, 2:4 (116.) Daniel Luxbacher.                                                  |
| 21.09.2011 | RL | – | BL | Red Bull Juniors | – | SV Mattersburg | 1:1 (1:0) – 1:1 n. V. – 5:4 i. E. |
|            | Torschützen: | Torschützen: | Torschützen: | 1:0 (21.) Felix Adjei, 1:1 (62.) Patrick Bürger. | 1:0 (21.) Felix Adjei, 1:1 (62.) Patrick Bürger. | 1:0 (21.) Felix Adjei, 1:1 (62.) Patrick Bürger. | 1:0 (21.) Felix Adjei, 1:1 (62.) Patrick Bürger. |
| 21.09.2011 | LL | – | BL | ASK Bad Vöslau | – | SK Rapid Wien | 1:4 (0:3) |
|            | Torschützen: | Torschützen: | Torschützen: | 0:1 (11.) Hamdi Salihi, 0:2 (13.) Hamdi Salihi, 0:3 (32.) Atdhe Nuhiu, 1:3 (62., Strafstoß) Jochen Wöhrer, 1:4 (72.) Hamdi Salihi.                                                                                       | 0:1 (11.) Hamdi Salihi, 0:2 (13.) Hamdi Salihi, 0:3 (32.) Atdhe Nuhiu, 1:3 (62., Strafstoß) Jochen Wöhrer, 1:4 (72.) Hamdi Salihi.                                                                                       | 0:1 (11.) Hamdi Salihi, 0:2 (13.) Hamdi Salihi, 0:3 (32.) Atdhe Nuhiu, 1:3 (62., Strafstoß) Jochen Wöhrer, 1:4 (72.) Hamdi Salihi.                                                                                       | 0:1 (11.) Hamdi Salihi, 0:2 (13.) Hamdi Salihi, 0:3 (32.) Atdhe Nuhiu, 1:3 (62., Strafstoß) Jochen Wöhrer, 1:4 (72.) Hamdi Salihi.                                                                                       |
| 21.09.2011 | RL | – | BL | SAK Klagenfurt | – | FC Red Bull Salzburg | 0:4 (0:1) |
|            | Torschützen: | Torschützen: | Torschützen: | 0:1 (15.) Rasmus Lindgren, 0:2 (60.) Dušan Švento, 0:3 (68.) Roman Wallner, 0:4 (72.) Roman Wallner. | 0:1 (15.) Rasmus Lindgren, 0:2 (60.) Dušan Švento, 0:3 (68.) Roman Wallner, 0:4 (72.) Roman Wallner. | 0:1 (15.) Rasmus Lindgren, 0:2 (60.) Dušan Švento, 0:3 (68.) Roman Wallner, 0:4 (72.) Roman Wallner. | 0:1 (15.) Rasmus Lindgren, 0:2 (60.) Dušan Švento, 0:3 (68.) Roman Wallner, 0:4 (72.) Roman Wallner. |
| 21.09.2011 | LL | – | BL | SVG Reichenau | – | Kapfenberger SV | 1:1 (1:0) – 2:1 n. V. |
|            | Torschützen: | Torschützen: | Torschützen: | 1:0 (40.) Florian Lechner, 1:1 (75.) Stefan Erkinger, 2:1 (96.) Kevin Radi. | 1:0 (40.) Florian Lechner, 1:1 (75.) Stefan Erkinger, 2:1 (96.) Kevin Radi. | 1:0 (40.) Florian Lechner, 1:1 (75.) Stefan Erkinger, 2:1 (96.) Kevin Radi. | 1:0 (40.) Florian Lechner, 1:1 (75.) Stefan Erkinger, 2:1 (96.) Kevin Radi. |
| 21.09.2011 | LL | – | BL | SC Weiz | – | SK Sturm Graz | 0:4 (0:1) |
|            | Torschützen: | Torschützen: | Torschützen: | 0:1 (18.) Darko Bodul, 0:2 (51.) Marvin Weinberger, 0:3 (56.) Marvin Weinberger, 0:4 (65.) Mario Haas. | 0:1 (18.) Darko Bodul, 0:2 (51.) Marvin Weinberger, 0:3 (56.) Marvin Weinberger, 0:4 (65.) Mario Haas. | 0:1 (18.) Darko Bodul, 0:2 (51.) Marvin Weinberger, 0:3 (56.) Marvin Weinberger, 0:4 (65.) Mario Haas. | 0:1 (18.) Darko Bodul, 0:2 (51.) Marvin Weinberger, 0:3 (56.) Marvin Weinberger, 0:4 (65.) Mario Haas. |
| 21.09.2011 | RL | – | BL | USV Allerheiligen | – | FK Austria Wien | 1:3 (1:1) |
|            | Torschützen: | Torschützen: | Torschützen: | 1:0 (31.) Michael Kulnik, 1:1 (34.) Dario Tadić, 1:2 (60.) Dario Tadić, 1:3 (84.) Zlatko Junuzović. | 1:0 (31.) Michael Kulnik, 1:1 (34.) Dario Tadić, 1:2 (60.) Dario Tadić, 1:3 (84.) Zlatko Junuzović. | 1:0 (31.) Michael Kulnik, 1:1 (34.) Dario Tadić, 1:2 (60.) Dario Tadić, 1:3 (84.) Zlatko Junuzović. | 1:0 (31.) Michael Kulnik, 1:1 (34.) Dario Tadić, 1:2 (60.) Dario Tadić, 1:3 (84.) Zlatko Junuzović. |
| 21.09.2011 | LL | – | BL | SV St. Margarethen | – | FC Wacker Innsbruck | 0:3 (0:0) |
|            | Torschützen: | Torschützen: | Torschützen: | 0:1 (58.) Christopher Wernitznig, 0:2 (61.) Julius Perstaller, 0:3 (75.) Daniel Schütz. | 0:1 (58.) Christopher Wernitznig, 0:2 (61.) Julius Perstaller, 0:3 (75.) Daniel Schütz. | 0:1 (58.) Christopher Wernitznig, 0:2 (61.) Julius Perstaller, 0:3 (75.) Daniel Schütz. | 0:1 (58.) Christopher Wernitznig, 0:2 (61.) Julius Perstaller, 0:3 (75.) Daniel Schütz. |
| Legende:   | BL = Bundesliga (1. Leistungsstufe) – EL = Erste Liga (2. Leistungsstufe) – RL = Regionalliga (3. Leistungsstufe) – LL = Landesliga (4. Leistungsstufe) n. V. = nach Verlängerung – i. E. = Ergebnis im Elfmeterschießen | BL = Bundesliga (1. Leistungsstufe) – EL = Erste Liga (2. Leistungsstufe) – RL = Regionalliga (3. Leistungsstufe) – LL = Landesliga (4. Leistungsstufe) n. V. = nach Verlängerung – i. E. = Ergebnis im Elfmeterschießen | BL = Bundesliga (1. Leistungsstufe) – EL = Erste Liga (2. Leistungsstufe) – RL = Regionalliga (3. Leistungsstufe) – LL = Landesliga (4. Leistungsstufe) n. V. = nach Verlängerung – i. E. = Ergebnis im Elfmeterschießen | BL = Bundesliga (1. Leistungsstufe) – EL = Erste Liga (2. Leistungsstufe) – RL = Regionalliga (3. Leistungsstufe) – LL = Landesliga (4. Leistungsstufe) n. V. = nach Verlängerung – i. E. = Ergebnis im Elfmeterschießen | BL = Bundesliga (1. Leistungsstufe) – EL = Erste Liga (2. Leistungsstufe) – RL = Regionalliga (3. Leistungsstufe) – LL = Landesliga (4. Leistungsstufe) n. V. = nach Verlängerung – i. E. = Ergebnis im Elfmeterschießen | BL = Bundesliga (1. Leistungsstufe) – EL = Erste Liga (2. Leistungsstufe) – RL = Regionalliga (3. Leistungsstufe) – LL = Landesliga (4. Leistungsstufe) n. V. = nach Verlängerung – i. E. = Ergebnis im Elfmeterschießen | BL = Bundesliga (1. Leistungsstufe) – EL = Erste Liga (2. Leistungsstufe) – RL = Regionalliga (3. Leistungsstufe) – LL = Landesliga (4. Leistungsstufe) n. V. = nach Verlängerung – i. E. = Ergebnis im Elfmeterschießen |

## Achtelfinale
Die Spiele des Achtelfinales fanden am 25. und am 26. Oktober 2011 statt. Die öffentliche Auslosung des Achtelfinales wurde am 25. September 2011 in der ORF-Sendung Sport am Sonntag vorgenommen.  Als „Glücksfeen“ fungierten die beiden Zweier-Kajak-Weltmeisterinnen Yvonne Schuring und Viktoria Schwarz.
Dem einzigen verbliebenen Landesligisten SVG Reichenau wurde der Rekord-Cupsieger FK Austria Wien zugelost, womit sich die Innsbrucker über großes Zuschauerinteresse freuen durfte. Mit 1.000 Besuchern war das kleine Stadion randvoll. Diese sahen den FK Austria Wien, der sich auf dem holprigen Platz abmühte, doch letztlich als 2:0 Sieger vom Platz ging. Eine große Kulisse gab es auch beim Lustenauer Derby, wo der SC Austria Lustenau den FC Lustenau 07 empfing. Der letzte Cupfinalist Austria ließ dem FC keine Chance und setzte sich souverän mit 4:1 Toren durch. Von den beiden verbliebenen Regionalligisten konnte sich nur der FC Red Bull Salzburg II durch einen 2:1-Erfolg gegen LASK Linz durchsetzen, während sich der SK Rapid Wien II gegen den TSV Hartberg 0:2 geschlagen geben musste. Für eine handfeste Überraschung sorgte der Erstligist SV Grödig, der sich beim Bundesligisten FC Wacker Innsbruck mit 1:0 durchsetzte. Auch der klare 3:1-Sieg des Regionalligisten FC Red Bull Salzburg über den Erstligisten FC Blau-Weiß Linz wurde so nicht erwartet. In den beiden Bundesligaduellen musste sich der SK Rapid Wien trotz Heimvorteils dem regierenden Cupsieger SV Ried im Finish der Verlängerung mit 1:2 geschlagen geben. Der Cupsieger des Jahres 2010 SK Sturm Graz kam gegen den FC Admira Wacker Mödling zu einem sicheren 3:1-Erfolg.

### Ergebnisse im Achtelfinale
| Datum      | Liga | Liga | Liga | Heimmannschaft | | Gastmannschaft | Ergebnis |
| ---------- | --- | --- | --- | --- | --- | --- | --- |
| 25.10.2011 | BL | – | EL | FC Wacker Innsbruck | – | SV Grödig | 0:1 (0:1) |
|            | Torschützen: | Torschützen: | Torschützen: | 0:1 (46.) Joachim Parapatits. | 0:1 (46.) Joachim Parapatits. | 0:1 (46.) Joachim Parapatits. | 0:1 (46.) Joachim Parapatits. |
| 25.10.2011 | RL | – | EL | Red Bull Juniors | – | FC Blau-Weiß Linz | 3:1 (2:1) |
|            | Torschützen: | Torschützen: | Torschützen: | 0:1 (4.) Torsten Knabel, 1:1 (21.) Daniel Offenbacher, 2:1 (25.) Simon Handle, 3:1 (90.) Daniel Krenn.                                                                            | 0:1 (4.) Torsten Knabel, 1:1 (21.) Daniel Offenbacher, 2:1 (25.) Simon Handle, 3:1 (90.) Daniel Krenn.                                                                            | 0:1 (4.) Torsten Knabel, 1:1 (21.) Daniel Offenbacher, 2:1 (25.) Simon Handle, 3:1 (90.) Daniel Krenn.                                                                            | 0:1 (4.) Torsten Knabel, 1:1 (21.) Daniel Offenbacher, 2:1 (25.) Simon Handle, 3:1 (90.) Daniel Krenn.                                                                            |
| 25.10.2011 | EL | – | EL | SC Austria Lustenau | – | FC Lustenau 07 | 4:1 (2:1) |
|            | Torschützen: | Torschützen: | Torschützen: | 1:0 (8.) Jan Zwischenbrugger, 1:1 (17.) Christoph Buchner, 2:1 (26.) Felix Roth, 3:1 (46.) Gerald Krajic, 4:1 (63.) Dursun Karatay.                                               | 1:0 (8.) Jan Zwischenbrugger, 1:1 (17.) Christoph Buchner, 2:1 (26.) Felix Roth, 3:1 (46.) Gerald Krajic, 4:1 (63.) Dursun Karatay.                                               | 1:0 (8.) Jan Zwischenbrugger, 1:1 (17.) Christoph Buchner, 2:1 (26.) Felix Roth, 3:1 (46.) Gerald Krajic, 4:1 (63.) Dursun Karatay.                                               | 1:0 (8.) Jan Zwischenbrugger, 1:1 (17.) Christoph Buchner, 2:1 (26.) Felix Roth, 3:1 (46.) Gerald Krajic, 4:1 (63.) Dursun Karatay.                                               |
| 25.10.2011 | RL | – | EL | SK Rapid Wien II | – | TSV Hartberg | 0:2 (0:0) |
|            | Torschützen: | Torschützen: | Torschützen: | 0:1 (67.) Michael Huber, 0:2 (69.) Luca Tauschmann. | 0:1 (67.) Michael Huber, 0:2 (69.) Luca Tauschmann. | 0:1 (67.) Michael Huber, 0:2 (69.) Luca Tauschmann. | 0:1 (67.) Michael Huber, 0:2 (69.) Luca Tauschmann. |
| 26.10.2011 | LL | – | BL | SVG Reichenau | – | FK Austria Wien | 0:2 (0:0) |
|            | Torschützen: | Torschützen: | Torschützen: | 0:1 (77.) Michael Liendl, 0:2 (79.) Roland Linz. | 0:1 (77.) Michael Liendl, 0:2 (79.) Roland Linz. | 0:1 (77.) Michael Liendl, 0:2 (79.) Roland Linz. | 0:1 (77.) Michael Liendl, 0:2 (79.) Roland Linz. |
| 26.10.2011 | BL | – | EL | FC Red Bull Salzburg | – | LASK Linz | 2:1 (0:0) |
|            | Torschützen: | Torschützen: | Torschützen: | 0:1 (51.) Benjamin Freudenthaler, 1:1 (72.) Franz Schiemer, 2:1 (79.) Stefan Maierhofer.                                                                                          | 0:1 (51.) Benjamin Freudenthaler, 1:1 (72.) Franz Schiemer, 2:1 (79.) Stefan Maierhofer.                                                                                          | 0:1 (51.) Benjamin Freudenthaler, 1:1 (72.) Franz Schiemer, 2:1 (79.) Stefan Maierhofer.                                                                                          | 0:1 (51.) Benjamin Freudenthaler, 1:1 (72.) Franz Schiemer, 2:1 (79.) Stefan Maierhofer.                                                                                          |
| 26.10.2011 | BL | – | BL | SK Rapid Wien | – | SV Ried | 1:1 (1:1) – 1:2 n. V. |
|            | Torschützen: | Torschützen: | Torschützen: | 0:1 (14.) Thomas Hinum, 1:1 (19.) Christopher Drazan, 1:2 (114.) Anel Hadžić. | 0:1 (14.) Thomas Hinum, 1:1 (19.) Christopher Drazan, 1:2 (114.) Anel Hadžić. | 0:1 (14.) Thomas Hinum, 1:1 (19.) Christopher Drazan, 1:2 (114.) Anel Hadžić. | 0:1 (14.) Thomas Hinum, 1:1 (19.) Christopher Drazan, 1:2 (114.) Anel Hadžić. |
| 26.10.2011 | BL | – | BL | SK Sturm Graz | – | FC Admira Wacker Mödling | 3:1 (2:1) |
|            | Torschützen: | Torschützen: | Torschützen: | 0:1 (16.) Daniel Toth, 1:1 (18.) Darko Bodul, 2:1 (36.) Darko Bodul, 3:1 (90. +1) Andreas Hölzl.                                                                                  | 0:1 (16.) Daniel Toth, 1:1 (18.) Darko Bodul, 2:1 (36.) Darko Bodul, 3:1 (90. +1) Andreas Hölzl.                                                                                  | 0:1 (16.) Daniel Toth, 1:1 (18.) Darko Bodul, 2:1 (36.) Darko Bodul, 3:1 (90. +1) Andreas Hölzl.                                                                                  | 0:1 (16.) Daniel Toth, 1:1 (18.) Darko Bodul, 2:1 (36.) Darko Bodul, 3:1 (90. +1) Andreas Hölzl.                                                                                  |
| Legende:   | BL = Bundesliga (1. Leistungsstufe) – EL = Erste Liga (2. Leistungsstufe) – RL = Regionalliga (3. Leistungsstufe) – LL = Landesliga (4. Leistungsstufe) n. V. = nach Verlängerung | BL = Bundesliga (1. Leistungsstufe) – EL = Erste Liga (2. Leistungsstufe) – RL = Regionalliga (3. Leistungsstufe) – LL = Landesliga (4. Leistungsstufe) n. V. = nach Verlängerung | BL = Bundesliga (1. Leistungsstufe) – EL = Erste Liga (2. Leistungsstufe) – RL = Regionalliga (3. Leistungsstufe) – LL = Landesliga (4. Leistungsstufe) n. V. = nach Verlängerung | BL = Bundesliga (1. Leistungsstufe) – EL = Erste Liga (2. Leistungsstufe) – RL = Regionalliga (3. Leistungsstufe) – LL = Landesliga (4. Leistungsstufe) n. V. = nach Verlängerung | BL = Bundesliga (1. Leistungsstufe) – EL = Erste Liga (2. Leistungsstufe) – RL = Regionalliga (3. Leistungsstufe) – LL = Landesliga (4. Leistungsstufe) n. V. = nach Verlängerung | BL = Bundesliga (1. Leistungsstufe) – EL = Erste Liga (2. Leistungsstufe) – RL = Regionalliga (3. Leistungsstufe) – LL = Landesliga (4. Leistungsstufe) n. V. = nach Verlängerung | BL = Bundesliga (1. Leistungsstufe) – EL = Erste Liga (2. Leistungsstufe) – RL = Regionalliga (3. Leistungsstufe) – LL = Landesliga (4. Leistungsstufe) n. V. = nach Verlängerung |

## Viertelfinale
Die Spiele des Viertelfinales fanden am 10. und 11. April 2012 statt. Die Auslosung wurde am 6. November 2011 im Rahmen der TV-Sendung Sport am Sonntag durchgeführt, wobei die zweimalige Olympiateilnehmerin im Dressurreiten Victoria Max-Theurer die Paarungen zog. Diese brachte mit dem steirischen Derby zwischen dem Bundesligisten SK Sturm Graz und dem Erstligisten TSV Hartberg ein echtes Schlagerspiel, das mit einer ausgesprochenen Überraschung endete. Der Cupsieger von 2010 kam in der regulären Spielzeit über ein 2:2-Unentschieden nicht hinaus. In der darauf folgenden Verlängerung setzte sich das Tabellenschlusslicht der Ersten Liga schließlich mit 4:2 durch und warf den hohen Favoriten aus dem Bewerb. Nicht weniger spannend versprach das Duell zwischen dem letzten Cupfinalisten SC Austria Lustenau gegen den Rekord-Cupsieger FK Austria Wien zu werden. Obwohl die Vorarlberger das Spiel machten, konnten sich die Wiener dabei mit 2:1 durchsetzen und sich damit für die 0:4-Heimniederlage vom Vorjahr revanchieren. Der regierende Cupsieger SV Ried musste beim SV Grödig antreten, mit dem die Rieder in freundschaftlicher Zusammenarbeit stehen. Der Erstligist schien dabei lange Zeit als Sieger vom Platz gehen zu können, ehe sich im Finish doch nicht die Rieser dank eines Doppelschlags mit 3:2 durchsetzen konnten.
Einige Kritik warf jedoch das klubinterne Duell des FC Red Bull Salzburg auf, in dem die erste gegen die zweite Mannschaft antreten muss. Nachdem bereits es in der letzten Saison zu einem vereinsinternen Duell beim SK Rapid Wien kam, trifft es diesmal die Salzburger. Während im DFB-Pokal die zweiten Mannschaften von der Teilnahme ausgeschlossen sind, setzten die österreichischen Vereine beim ÖFB durch, dass auch ihre zweiten Garnituren am Bewerb teilnehmen dürfen. Laut ÖFB-Generaldirektor Alfred Ludwig soll ab der kommenden Saison aufgrund der aufkommenden Kritik damit Schluss sein. Im Rahmen eines Workshops sollen Lösungen gefunden werden, wie solche vereinsinternen Duelle verhindert werden können. Obwohl die zweite Mannschaft überraschend in Führung gehen konnte, stand der letztlich klare 4:1-Sieg der ersten Mannschaft nie in Frage.

### Spiele im Viertelfinale
| Datum      | Liga | Liga | Liga | Heimmannschaft | | Gastmannschaft | Ergebnis |
| ---------- | --- | --- | --- | --- | --- | --- | --- |
| 10.04.2012 | EL | – | BL | SV Grödig | – | SV Ried | 2:3 (2:1) |
|            | Torschützen: | Torschützen: | Torschützen: | 0:1 (11.) Meilinger, 1:1 (30.) Viana, 2:1 (42.) Schubert, 2:2 (73.) Robert Zulj, 2:3 (77.) Meilinger.                                       | 0:1 (11.) Meilinger, 1:1 (30.) Viana, 2:1 (42.) Schubert, 2:2 (73.) Robert Zulj, 2:3 (77.) Meilinger.                                       | 0:1 (11.) Meilinger, 1:1 (30.) Viana, 2:1 (42.) Schubert, 2:2 (73.) Robert Zulj, 2:3 (77.) Meilinger.                                       | 0:1 (11.) Meilinger, 1:1 (30.) Viana, 2:1 (42.) Schubert, 2:2 (73.) Robert Zulj, 2:3 (77.) Meilinger.                                       |
| 11.04.2012 | EL | – | BL | SC Austria Lustenau | – | FK Austria Wien | 1:2 (0:2) |
|            | Torschützen: | Torschützen: | Torschützen: | 0:1 (8.) Jun, 0:2 (42.) Ortlechner, 1:2 (65.) Zwischenbrugger.                                                                              | 0:1 (8.) Jun, 0:2 (42.) Ortlechner, 1:2 (65.) Zwischenbrugger.                                                                              | 0:1 (8.) Jun, 0:2 (42.) Ortlechner, 1:2 (65.) Zwischenbrugger.                                                                              | 0:1 (8.) Jun, 0:2 (42.) Ortlechner, 1:2 (65.) Zwischenbrugger.                                                                              |
| 11.04.2012 | BL | – | RL | FC Red Bull Salzburg | – | Red Bull Juniors | 4:1 (1:1) |
|            | Torschützen: | Torschützen: | Torschützen: | 0:1 (37.) Krenn, 1:1 (44.) Soriano, 2:1 (74.) Sekagya, 3:1 (77.) Teigl, 4:1 (82.) Soriano.                                                  | 0:1 (37.) Krenn, 1:1 (44.) Soriano, 2:1 (74.) Sekagya, 3:1 (77.) Teigl, 4:1 (82.) Soriano.                                                  | 0:1 (37.) Krenn, 1:1 (44.) Soriano, 2:1 (74.) Sekagya, 3:1 (77.) Teigl, 4:1 (82.) Soriano.                                                  | 0:1 (37.) Krenn, 1:1 (44.) Soriano, 2:1 (74.) Sekagya, 3:1 (77.) Teigl, 4:1 (82.) Soriano.                                                  |
| 11.04.2012 | BL | – | EL | SK Sturm Graz | – | TSV Hartberg | 2:2 (1:2) – 2:4 n. V. |
|            | Torschützen: | Torschützen: | Torschützen: | 0:1 (32.) Prietl, 1:1 (45.) Kainz, 1:2 (45. +1) Rakowitz, 2:2 (68.) Kainz, 2:3 (112., Elfmeter) Mössner, 2:4 (120.) Ismaili.                | 0:1 (32.) Prietl, 1:1 (45.) Kainz, 1:2 (45. +1) Rakowitz, 2:2 (68.) Kainz, 2:3 (112., Elfmeter) Mössner, 2:4 (120.) Ismaili.                | 0:1 (32.) Prietl, 1:1 (45.) Kainz, 1:2 (45. +1) Rakowitz, 2:2 (68.) Kainz, 2:3 (112., Elfmeter) Mössner, 2:4 (120.) Ismaili.                | 0:1 (32.) Prietl, 1:1 (45.) Kainz, 1:2 (45. +1) Rakowitz, 2:2 (68.) Kainz, 2:3 (112., Elfmeter) Mössner, 2:4 (120.) Ismaili.                |
| Legende:   | BL = Bundesliga (1. Leistungsstufe) – EL = Erste Liga (2. Leistungsstufe) – RL = Regionalliga (3. Leistungsstufe) n. V. = nach Verlängerung | BL = Bundesliga (1. Leistungsstufe) – EL = Erste Liga (2. Leistungsstufe) – RL = Regionalliga (3. Leistungsstufe) n. V. = nach Verlängerung | BL = Bundesliga (1. Leistungsstufe) – EL = Erste Liga (2. Leistungsstufe) – RL = Regionalliga (3. Leistungsstufe) n. V. = nach Verlängerung | BL = Bundesliga (1. Leistungsstufe) – EL = Erste Liga (2. Leistungsstufe) – RL = Regionalliga (3. Leistungsstufe) n. V. = nach Verlängerung | BL = Bundesliga (1. Leistungsstufe) – EL = Erste Liga (2. Leistungsstufe) – RL = Regionalliga (3. Leistungsstufe) n. V. = nach Verlängerung | BL = Bundesliga (1. Leistungsstufe) – EL = Erste Liga (2. Leistungsstufe) – RL = Regionalliga (3. Leistungsstufe) n. V. = nach Verlängerung | BL = Bundesliga (1. Leistungsstufe) – EL = Erste Liga (2. Leistungsstufe) – RL = Regionalliga (3. Leistungsstufe) n. V. = nach Verlängerung |

## Semifinale
Die Spiele des Semifinales fanden am 1. und am 2. Mai 2012 statt.

### Spiele im Semifinale
| Datum          | Liga                                                                      | Liga                                                                      | Liga                                                                      | Heimmannschaft                                                            |                                                                           | Gastmannschaft                                                            | Ergebnis                                                                  |
| -------------- | ------------------------------------------------------------------------- | ------------------------------------------------------------------------- | ------------------------------------------------------------------------- | ------------------------------------------------------------------------- | ------------------------------------------------------------------------- | ------------------------------------------------------------------------- | ------------------------------------------------------------------------- |
| 01./02.05.2012 | EL                                                                        | –                                                                         | BL                                                                        | TSV Hartberg                                                              | –                                                                         | FC Red Bull Salzburg                                                      | 0:1 (0:0)                                                                 |
|                | Torschützen:                                                              | Torschützen:                                                              | Torschützen:                                                              | 0:1 (79.) Jantscher                                                       | 0:1 (79.) Jantscher                                                       | 0:1 (79.) Jantscher                                                       | 0:1 (79.) Jantscher                                                       |
| 01./02.05.2012 | BL                                                                        | –                                                                         | BL                                                                        | SV Ried                                                                   | –                                                                         | FK Austria Wien                                                           | 2:0 (1:0)                                                                 |
|                | Torschützen:                                                              | Torschützen:                                                              | Torschützen:                                                              | 1:0 (18.) Guillem, 2:0 (73.) Guillem                                      | 1:0 (18.) Guillem, 2:0 (73.) Guillem                                      | 1:0 (18.) Guillem, 2:0 (73.) Guillem                                      | 1:0 (18.) Guillem, 2:0 (73.) Guillem                                      |
| Legende:       | BL = Bundesliga (1. Leistungsstufe) – EL = Erste Liga (2. Leistungsstufe) | BL = Bundesliga (1. Leistungsstufe) – EL = Erste Liga (2. Leistungsstufe) | BL = Bundesliga (1. Leistungsstufe) – EL = Erste Liga (2. Leistungsstufe) | BL = Bundesliga (1. Leistungsstufe) – EL = Erste Liga (2. Leistungsstufe) | BL = Bundesliga (1. Leistungsstufe) – EL = Erste Liga (2. Leistungsstufe) | BL = Bundesliga (1. Leistungsstufe) – EL = Erste Liga (2. Leistungsstufe) | BL = Bundesliga (1. Leistungsstufe) – EL = Erste Liga (2. Leistungsstufe) |

## Endspiel
Das Endspiel fand am 20. Mai 2012 im Wiener Ernst-Happel-Stadion statt.
Der Sieger des ÖFB-Cups 2011/12 ist an der Qualifikation zur UEFA Europa League 2012/13 teilnahmeberechtigt, wo er ab der dritten Runde antritt.

### Ergebnis des Endspiels
| Paarung              | FC Red Bull Salzburg – SV Ried |
| Ergebnis             | 3:0 (2:0) |
| Datum                | 20. Mai 2012 um 16:00 Uhr |
| Stadion              | Ernst-Happel-Stadion, Wien |
| Zuschauer            | 16.000 |
| Schiedsrichter       | Thomas Einwaller |
| Tore                 | 1:0 Leonardo (10., Foul Elfmeter), 2:0 Schiemer (14.), 3:0 Hierländer (91.) |
| FC Red Bull Salzburg | Alexander Walke – Christian Schwegler – Franz Schiemer – Ibrahim Sekagya – Andreas Ulmer (46. Martin Hinteregger) – David Mendes da Silva – Christoph Leitgeb – Gonzalo Zárate (87. Stefan Hierländer) – Leonardo Santiago – Dušan Švento – Stefan Maierhofer (73. Cristiano da Silva) Cheftrainer: Ricardo Moniz |
| SV Ried              | Thomas Gebauer – Marcel Ziegl – Thomas Reifeltshammer – Jan-Marc Riegler – Thomas Hinum – Anel Hadžić – Emanuel Schreiner (54. Iván Carril Regueiro) – Daniel Beichler – Robert Žulj – Marco Meilinger (41. Stefan Lexa) – Guillem Martí (70. Nacho Casanova) Cheftrainer: Gerhard Schweitzer                     |
| Gelbe Karten         | Sekagya, Zarate, Leitgeb, Hinteregger, Leonardo, Cristiano – Ziegl, Lexa, Carril, Hadžić |

## Torschützentabelle
Stand: 2. Mai 2012 (nach dem Halbfinale)
| Rang                                                             | Tore | Spiele                                         | Name                                           | Land                                           | Verein                                         |
| ---------------------------------------------------------------- | ---- | ---------------------------------------------- | ---------------------------------------------- | ---------------------------------------------- | ---------------------------------------------- |
| 01                                                               | 8    | 3                                              | Hamdi Salihi                                   | Albanien                                       | SK Rapid Wien                                  |
| 02                                                               | 5    | 3                                              | Guillem                                        | Spanien                                        | SV Ried                                        |
| 03                                                               | 4    | 3                                              | Philipp Hosiner                                | Österreich                                     | FC Admira Wacker Mödling                       |
| 0                                                                |      | 4                                              | Gerald Krajic                                  | Österreich                                     | SC Austria Lustenau                            |
| 0                                                                |      | 4                                              | Daniel Krenn                                   | Österreich                                     | FC Red Bull Salzburg II                        |
| 06                                                               | 3    | 4                                              | Darko Bodul                                    | Österreich                                     | SK Sturm Graz                                  |
| 07                                                               | 2    | 1                                              | Alan                                           | Brasilien                                      | FC Red Bull Salzburg                           |
| 0                                                                |      | 4                                              | Tomáš Jun                                      | Slowakei                                       | FK Austria Wien                                |
| 0                                                                |      | 3                                              | Roland Linz                                    | Österreich                                     | FK Austria Wien                                |
| 0                                                                |      | 4                                              | Marco Meilinger                                | Österreich                                     | SV Ried                                        |
| 0                                                                |      | 2                                              | Soriano                                        | Spanien                                        | FC Red Bull Salzburg                           |
| 0                                                                |      | 3                                              | Dario Tadić                                    | Österreich                                     | FK Austria Wien                                |
| 0                                                                |      | 3                                              | Robert Zulj                                    | Österreich                                     | SV Ried                                        |
| 0                                                                |      | …weitere 27 Torschützen mit jeweils 2 Treffern | …weitere 27 Torschützen mit jeweils 2 Treffern | …weitere 27 Torschützen mit jeweils 2 Treffern | …weitere 27 Torschützen mit jeweils 2 Treffern |
| Anmerkung: kursiv dargestellte Spieler sind nicht mehr im Bewerb |      |                                                |                                                |                                                |                                                |

## Grafische Übersicht ab dem Achtelfinale
|  | Achtelfinale 25./26. Oktober 2011 | Achtelfinale 25./26. Oktober 2011 | Achtelfinale 25./26. Oktober 2011 |                         |     | Viertelfinale 10./11. April 2012 | Viertelfinale 10./11. April 2012 | Viertelfinale 10./11. April 2012 |  |  | Halbfinale (Auslosung) 1./2. Mai 2012 | Halbfinale (Auslosung) 1./2. Mai 2012 | Halbfinale (Auslosung) 1./2. Mai 2012 |  |  | Endspiel 20. Mai 2012 | Endspiel 20. Mai 2012 | Endspiel 20. Mai 2012 |
|  |                                   |                                   |                                   |                         |     |                                  |                                  |                                  |  |  |                                       |                                       |                                       |  |  |                       |                       |                       |
|  |                                   | SK Sturm Graz                     | 3                                 |                         |     |                                  |                                  |                                  |  |  |                                       |                                       |                                       |  |  |                       |                       |                       |
|  |                                   | FC Admira Wacker Mödling          | 1                                 |                         |     |                                  |                                  |                                  |  |  |                                       |                                       |                                       |  |  |                       |                       |                       |
|  |                                   | FC Admira Wacker Mödling          | 1                                 | SK Sturm Graz           | 2   |                                  |                                  |                                  |  |  |                                       |                                       |                                       |  |  |                       |                       |                       |
|  |                                   |                                   |                                   | SK Sturm Graz           | 2   |                                  |                                  |                                  |  |  |                                       |                                       |                                       |  |  |                       |                       |                       |
|  |                                   |                                   |                                   | TSV Hartberg            | 41) |                                  |                                  |                                  |  |  |                                       |                                       |                                       |  |  |                       |                       |                       |
|  |                                   | SK Rapid Wien II                  | 0                                 | TSV Hartberg            | 41) |                                  |                                  |                                  |  |  |                                       |                                       |                                       |  |  |                       |                       |                       |
|  |                                   |                                   |                                   |                         |     |                                  |                                  |                                  |  |  |                                       |                                       |                                       |  |  |                       |                       |                       |
|  |                                   | TSV Hartberg                      | 2                                 |                         |     |                                  |                                  |                                  |  |  |                                       |                                       |                                       |  |  |                       |                       |                       |
|  |                                   | TSV Hartberg                      | 2                                 | TSV Hartberg            | 0   |                                  |                                  |                                  |  |  |                                       |                                       |                                       |  |  |                       |                       |                       |
|  |                                   |                                   |                                   | TSV Hartberg            | 0   |                                  |                                  |                                  |  |  |                                       |                                       |                                       |  |  |                       |                       |                       |
|  |                                   |                                   | FC Red Bull Salzburg              | 1                       |     |                                  |                                  |                                  |  |  |                                       |                                       |                                       |  |  |                       |                       |                       |
|  |                                   | FC Red Bull Salzburg              | FC Red Bull Salzburg              | 1                       | 2   |                                  |                                  |                                  |  |  |                                       |                                       |                                       |  |  |                       |                       |                       |
|  |                                   |                                   |                                   |                         | 2   |                                  |                                  |                                  |  |  |                                       |                                       |                                       |  |  |                       |                       |                       |
|  |                                   | LASK Linz                         | 1                                 |                         |     |                                  |                                  |                                  |  |  |                                       |                                       |                                       |  |  |                       |                       |                       |
|  |                                   | LASK Linz                         | 1                                 | FC Red Bull Salzburg    | 4   |                                  |                                  |                                  |  |  |                                       |                                       |                                       |  |  |                       |                       |                       |
|  |                                   |                                   |                                   | FC Red Bull Salzburg    | 4   |                                  |                                  |                                  |  |  |                                       |                                       |                                       |  |  |                       |                       |                       |
|  |                                   |                                   |                                   | FC Red Bull Salzburg II | 1   |                                  |                                  |                                  |  |  |                                       |                                       |                                       |  |  |                       |                       |                       |
|  |                                   | FC Red Bull Salzburg II           | 3                                 | FC Red Bull Salzburg II | 1   |                                  |                                  |                                  |  |  |                                       |                                       |                                       |  |  |                       |                       |                       |
|  |                                   |                                   |                                   |                         |     |                                  |                                  |                                  |  |  |                                       |                                       |                                       |  |  |                       |                       |                       |
|  |                                   | FC Blau-Weiß Linz                 | 1                                 |                         |     |                                  |                                  |                                  |  |  |                                       |                                       |                                       |  |  |                       |                       |                       |
|  |                                   | FC Blau-Weiß Linz                 | 1                                 | FC Red Bull Salzburg    | 3   |                                  |                                  |                                  |  |  |                                       |                                       |                                       |  |  |                       |                       |                       |
|  |                                   |                                   |                                   |                         |     |                                  |                                  |                                  |  |  |                                       |                                       |                                       |  |  |                       |                       |                       |
|  |                                   |                                   | SV Ried                           | 0                       |     |                                  |                                  |                                  |  |  |                                       |                                       |                                       |  |  |                       |                       |                       |
|  |                                   | FC Wacker Innsbruck               | SV Ried                           | 0                       | 0   |                                  |                                  |                                  |  |  |                                       |                                       |                                       |  |  |                       |                       |                       |
|  |                                   |                                   |                                   |                         | 0   |                                  |                                  |                                  |  |  |                                       |                                       |                                       |  |  |                       |                       |                       |
|  |                                   | SV Grödig                         | 1                                 |                         |     |                                  |                                  |                                  |  |  |                                       |                                       |                                       |  |  |                       |                       |                       |
|  |                                   | SV Grödig                         | 1                                 | SV Grödig               | 2   |                                  |                                  |                                  |  |  |                                       |                                       |                                       |  |  |                       |                       |                       |
|  |                                   |                                   |                                   | SV Grödig               | 2   |                                  |                                  |                                  |  |  |                                       |                                       |                                       |  |  |                       |                       |                       |
|  |                                   |                                   |                                   | SV Ried                 | 3   |                                  |                                  |                                  |  |  |                                       |                                       |                                       |  |  |                       |                       |                       |
|  |                                   | SK Rapid Wien                     | 1                                 | SV Ried                 | 3   |                                  |                                  |                                  |  |  |                                       |                                       |                                       |  |  |                       |                       |                       |
|  |                                   |                                   |                                   |                         |     |                                  |                                  |                                  |  |  |                                       |                                       |                                       |  |  |                       |                       |                       |
|  |                                   | SV Ried                           | 21)                               |                         |     |                                  |                                  |                                  |  |  |                                       |                                       |                                       |  |  |                       |                       |                       |
|  |                                   | SV Ried                           | 21)                               | SV Ried                 | 2   |                                  |                                  |                                  |  |  |                                       |                                       |                                       |  |  |                       |                       |                       |
|  |                                   |                                   |                                   | SV Ried                 | 2   |                                  |                                  |                                  |  |  |                                       |                                       |                                       |  |  |                       |                       |                       |
|  |                                   |                                   | FK Austria Wien                   | 0                       |     |                                  |                                  |                                  |  |  |                                       |                                       |                                       |  |  |                       |                       |                       |
|  |                                   | SC Austria Lustenau               | FK Austria Wien                   | 0                       | 4   |                                  |                                  |                                  |  |  |                                       |                                       |                                       |  |  |                       |                       |                       |
|  |                                   |                                   |                                   |                         |     |                                  |                                  |                                  |  |  |                                       |                                       |                                       |  |  |                       |                       |                       |
|  |                                   | FC Lustenau 07                    | 1                                 |                         |     |                                  |                                  |                                  |  |  |                                       |                                       |                                       |  |  |                       |                       |                       |
|  |                                   | FC Lustenau 07                    | 1                                 | SC Austria Lustenau     | 1   |                                  |                                  |                                  |  |  |                                       |                                       |                                       |  |  |                       |                       |                       |
|  |                                   |                                   |                                   | SC Austria Lustenau     | 1   |                                  |                                  |                                  |  |  |                                       |                                       |                                       |  |  |                       |                       |                       |
|  |                                   |                                   |                                   | FK Austria Wien         | 2   |                                  |                                  |                                  |  |  |                                       |                                       |                                       |  |  |                       |                       |                       |
|  |                                   | SVG Reichenau                     | 0                                 | FK Austria Wien         | 2   |                                  |                                  |                                  |  |  |                                       |                                       |                                       |  |  |                       |                       |                       |
|  |                                   |                                   |                                   |                         |     |                                  |                                  |                                  |  |  |                                       |                                       |                                       |  |  |                       |                       |                       |
|  |                                   | FK Austria Wien                   | 2                                 |                         |     |                                  |                                  |                                  |  |  |                                       |                                       |                                       |  |  |                       |                       |                       |

1) nach Verlängerung

## Wettspielleitungen

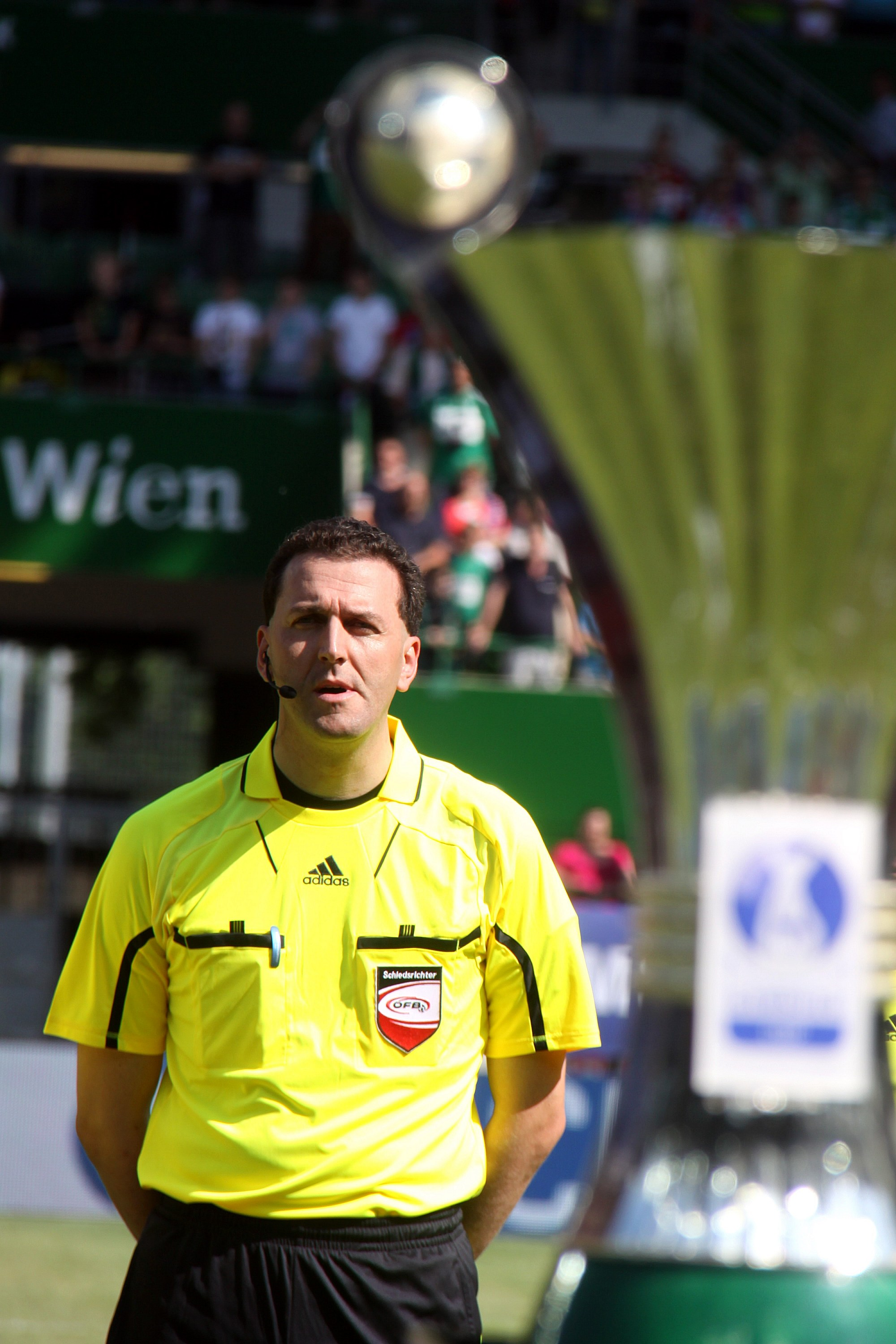
Schiedsrichter im Finale war Thomas Einwaller, der damit seine aktive Laufbahn beendete.

Stand nach dem Viertelfinale (11. April 2012)
| Name                                                                                               | Geburts- datum         | Quali- fikation        | Landes- verband        | Spiele |     |     |     | Elf- meter | Anmerkung |
| -------------------------------------------------------------------------------------------------- | ---------------------- | ---------------------- | ---------------------- | ------ | --- | --- | --- | ---------- | --------- |
| Dieter Muckenhammer                                                                                | 12.02.1981             | EL                     | OÖ                     | 4      | 28  | 1   | 1   | 2          |           |
| Manfred Krassnitzer                                                                                | 16.02.1968             | BL                     | K                      | 3      | 15  | 0   | 1   | 0          |           |
| Michael Schmid                                                                                     | 07.11.1980             | EL                     | NÖ                     | 3      | 10  | 1   | 0   | 1          |           |
| Manuel Schüttengruber                                                                              | 20.07.1983             | BL                     | OÖ                     | 3      | 06  | 0   | 1   | 3          |           |
| Werner Altmann                                                                                     | 24.12.1984             | RL                     | T                      | 2      | 11  | 2   | 0   | 0          |           |
| Christian Dintar                                                                                   | 22.03.1974             | BL                     | B                      | 2      | 07  | 0   | 0   | 2          |           |
| Bernd Eigler                                                                                       | 10.07.1984             | EL                     | ST                     | 2      | 07  | 0   | 0   | 1          |           |
| Thomas Gangl                                                                                       | 04.10.1971             | BL                     | V                      | 2      | 07  | 0   | 0   | 0          |           |
| Alexander Harkam                                                                                   | 17.11.1981             | FIFA                   | ST                     | 2      | 14  | 2   | 0   | 0          |           |
| Bernd Hirschbichler                                                                                | 05.05.1984             | EL                     | S                      | 2      | 11  | 0   | 0   | 1          |           |
| Christopher Jäger                                                                                  | 23.01.1985             | RL                     | S                      | 2      | 09  | 1   | 0   | 0          |           |
| Andreas Kollegger                                                                                  | 04.08.1981             | EL                     | ST                     | 2      | 16  | 0   | 0   | 0          |           |
| Thorsten Obwurzer                                                                                  | 14.03.1978             | RL                     | K                      | 2      | 08  | 0   | 0   | 0          |           |
| Thomas Prammer                                                                                     | 17.05.1973             | BL                     | OÖ                     | 2      | 09  | 0   | 0   | 0          |           |
| Albert Wandl                                                                                       | 22.12.1982             | RL                     | B                      | 2      | 12  | 0   | 0   | 0          |           |
| Gerd Adanitsch                                                                                     | 08.12.1970             | RL                     | ST                     | 1      | 04  | 0   | 0   | 0          |           |
| Philipp Aiginger                                                                                   | 14.01.1984             | RL                     | NÖ                     | 1      | 02  | 0   | 0   | 0          |           |
| Gerald Bauernfeind                                                                                 | 01.04.1981             | RL                     | ST                     | 1      | 06  | 0   | 0   | 0          |           |
| Roland Brandner                                                                                    | 24.01.1978             | RL                     | OÖ                     | 1      | 04  | 0   | 1   | 0          |           |
| Roland Braunschmidt                                                                                | 06.06.1975             | RL                     | B                      | 1      | 01  | 0   | 0   | 0          |           |
| Senad Cerimagic                                                                                    | 07.07.1983             | RL                     | NÖ                     | 1      | 02  | 0   | 0   | 0          |           |
| Gregor Danler                                                                                      | 20.06.1986             | RL                     | T                      | 1      | 05  | 0   | 0   | 0          |           |
| Oliver Drachta                                                                                     | 15.05.1977             | FIFA                   | OÖ                     | 1      | 04  | 0   | 0   | 0          |           |
| René Eisner                                                                                        | 02.09.1975             | FIFA                   | ST                     | 1      | 03  | 0   | 0   | 1          |           |
| Andreas Fellinger                                                                                  | 03.08.1971             | RL                     | W                      | 1      | 01  | 0   | 0   | 1          |           |
| Sebastian Gishamer                                                                                 | 13.10.1988             | RL                     | S                      | 1      | 09  | 0   | 0   | 1          |           |
| Markus Hameter                                                                                     | 11.04.1980             | FIFA                   | NÖ                     | 1      | 06  | 0   | 0   | 0          |           |
| Richard Hübler                                                                                     | 15.01.1983             | BL                     | ST                     | 1      | 06  | 0   | 0   | 1          |           |
| Markus Katona                                                                                      | 27.05.1984             | RL                     | NÖ                     | 1      | 07  | 0   | 1   | 0          |           |
| Philipp Kitzmüller                                                                                 | 12.03.1984             | RL                     | OÖ                     | 1      | 04  | 0   | 0   | 1          |           |
| Dominik Ouschan                                                                                    | 28.01.1984             | BL                     | V                      | 1      | 07  | 0   | 1   | 0          |           |
| Paul Pethö                                                                                         | 17.07.1967             | RL                     | B                      | 1      | 04  | 0   | 0   | 0          |           |
| Roland Riedel                                                                                      | 31.07.1988             | RL                     | S                      | 1      | 10  | 1   | 0   | 0          |           |
| Andreas Rothmann                                                                                   | 27.11.1976             | RL                     | OÖ                     | 1      | 02  | 0   | 0   | 0          |           |
| Harald Ruiss                                                                                       | 16.07.1981             | EL                     | W                      | 1      | 06  | 1   | 0   | 1          |           |
| Tanja Schett                                                                                       | 09.07.1974             | FIFA                   | K                      | 1      | 02  | 0   | 0   | 0          |           |
| Norbert Schwab                                                                                     | 30.12.1967             | RL                     | T                      | 1      | 05  | 0   | 0   | 0          |           |
| Christian Trunner                                                                                  | 03.08.1979             | RL                     | NÖ                     | 1      | 06  | 0   | 0   | 0          |           |
| Julian Weinberger                                                                                  | 14.02.1985             | RL                     | W                      | 1      | 04  | 1   | 0   | 0          |           |
| Matthias Winsauer                                                                                  | 24.09.1979             | RL                     | V                      | 1      | 01  | 0   | 0   | 0          |           |
| Gesamt                                                                                             | Gesamt                 | Gesamt                 | Gesamt                 | 60     | 281 | 10  | 6   | 16         |           |
| Durchschnitt pro Spiel                                                                             | Durchschnitt pro Spiel | Durchschnitt pro Spiel | Durchschnitt pro Spiel | —      | 4,7 | 0,2 | 0,1 | 0,3        |           |
| Legende: FIFA = FIFA-Kader / BL = Bundesligakader / EL = Erste Liga-Kader / RL = Regionalligakader |                        |                        |                        |        |     |     |     |            |           |